# 1970
Het jaar 1970 is een jaartal volgens de christelijke jaartelling.

## Gebeurtenissen
januari
- 1 - De STER begint met het uitzenden van reclameboodschappen in kleur.
- 1 - Computers beginnen de secondes te tellen vanaf deze datum door middel van Unix Epoch.
- 4 - Een aardbeving van 7,7 op de schaal van Richter in de Chinese provincie Yunnan kost het leven aan meer dan 15.000 mensen.
- 12 - Biafra capituleert, waarmee een einde komt aan de Nigeriaanse burgeroorlog.
- 22 - De eerste commerciële vlucht met een Boeing 747 genaamd "Clipper Victor" wordt uitgevoerd door Pan Am van New York naar Londen.[1]

februari
- 19 - De Tweede Kamer in Nederland spreekt zich uit voor afschaffing van de opkomstplicht bij verkiezingen. Op 4 maart wordt dit door de Eerste Kamer goedgekeurd.
- 23 - Guyana wordt een coöperatieve republiek binnen het Britse Gemenebest.

maart
- 4 - De Eurydice, een Franse onderzeeboot, lijdt in de Middellandse Zee schipbreuk. 57 opvarenden vinden daarbij de dood.
- 14 - Een groep Dolle Mina's dringt een vergadering van de Gynaecologenvereniging binnen om actie te voeren voor een vrije abortus. Als ze hun truitjes omhoogtrekken, lezen de verbouwereerde artsen de slogan "baas in eigen buik".[2]
- 17 - Arthur Chung wordt door de Nationale Vergadering gekozen tot president van Guyana.
- 21 - Het Eurovisiesongfestival wordt gehouden in Nederland, in het RAI Congrescentrum in Amsterdam. De Ierse inzending, All kinds of everything, vertolkt door de 18-jarige Dana, wordt de winnaar en laat liedjes van Mary Hopkin en Julio Iglesias achter zich.
- 30 - Het team van de Sovjet-Unie wint in Stockholm voor de achtste opeenvolgende keer het wereldkampioenschap ijshockey voor A-landen.

april
- 10 - Paul McCartney maakt het uiteengaan van The Beatles bekend.
- 13 - Een zuurstoftank aan boord van Apollo 13 explodeert, waardoor de missie voortijdig moet worden beëindigd. Door gebruik te maken van systemen uit de maanlander Aquarius weet de bemanning op 17 april 1970 behouden terug te keren.
- 14 - Een Zeeuwse visser vindt delen van een Nehalennia-altaar in zijn netten, terwijl hij bij Colijnsplaat aan het vissen is. Het zijn overblijfselen van de Tempel van Nehalennia op Colijnsplaat.
- 18 - De nieuwe Centrale Markt van Paramaribo aan de Waterkant wordt geopend.
- 20 - 25 - Hevige onlusten op Trinidad na maanden van demonstraties tegen de werkloosheid, de blanke aanwezigheid op het eiland en tegen de regering van Eric Williams. Als een deel van het leger zich bij de opstand aansluit en het wapendepot bezet, stuurt de Amerikaanse regering mariniers met amfibievoertuigen en een schip vol wapens. Dan geven de muiters zich over.
- 25 - Georges Pintens wint de vijfde editie van Nederlands enige wielerklassieker, de Amstel Gold Race.
- 29 - De Verenigde Staten vallen Cambodja binnen om de Vietcong te verdrijven.

mei
- 4 - De Nationale Garde van Ohio schiet vier studenten dood en verwondt er negen tijdens een demonstratie tegen de oorlog in Indo-China op de campus van de Kent State University.
- 5 - De Kabouterbeweging, Dolle Mina en verwante organisaties houden een nationale kraakdag. Er worden tientallen woningen gekraakt in diverse steden om de woningnood en de speculatie met onroerend goed aan de kaak te stellen.
- 6 - Feyenoord legt als eerste Nederlandse voetbalclub beslag op de Europacup I. In het San Siro-stadion in Milaan wordt in de finale met 2-1 gewonnen van Celtic, door doelpunten van Rinus Israël en de Zweed Ove Kindvall.
- 14 - Andreas Baader wordt in West-Berlijn bevrijd, waardoor de Rote Armee Fraktion feitelijk wordt opgericht.
- 15-18 - In Vierhouten wordt de eerste editie van het christelijke Pinksterevenement Opwekking gehouden.
- 17 - Thor Heyerdahl vertrekt met de Ra II vanuit Marokko en landt op 12 juli op de kust van Barbados.
- 18 - Tweede Pinksterdag: in Geleen wordt het eerste Pinkpopfestival gehouden.
- mei - In Enschede gaat de eerste dierenambulance van Nederland de weg op.

juni
- 2 - Tijdens het testen van een Can-Am bolide op het Goodwood Circuit in Engeland spint de auto van de baan en crasht met hoge snelheid op een betonnen platform. De bestuurder Bruce McLaren komt hierbij om het leven
- 4 - Tonga wordt onafhankelijk van het Verenigd Koninkrijk.
- 8 - In Argentinië verliest Juan Carlos Onganía zijn greep op de politieke macht en wordt afgezet. Hij wordt opgevolgd door een andere generaal, Roberto Levingston.
- 21 - Brazilië wint het wereldkampioenschap voetbal in Mexico door Italië in de finale met 4-1 te verslaan.
- 26 - Het driedaags Holland festival of stamping ground 1970, beter bekend geworden als Holland Pop Festival, begint rondom de Kralingse Plas in Rotterdam.

juli
- 1 - In Utrecht wordt profvoetbalclub FC Utrecht opgericht na een fusie tussen DOS, Velox en USV Elinkwijk.
- 19 - De Belgische wielrenner Eddy Merckx wint de Ronde van Frankrijk, vóór de Nederlander Joop Zoetemelk.
- 21 - De Aswandam in Egypte is gereed.
- 23 - Qaboes bin Said Al Said stoot zijn vader van de troon en wordt zo sultan van Oman.

augustus
- 14 - In Bornem, provincie Antwerpen, wordt door 65 wandelaars de eerste Dodentocht gelopen over 100 kilometer.
- 17 - In het Duitse Melz wordt een archeologische vondst gedaan, de stafdolken van Melz.
- 25 - Een groep mariniers ontruimt op eigen houtje de Dam in Amsterdam. Ze jagen de 'Damslapers' van het Nationaal Monument, totdat zij zelf door de Mobiele Eenheid worden verdreven.
- 26 - Het vijfdaagse Isle of Wight Festival begint op het eiland Wight.
- 31 - Zuid-Molukkers pogen vergeefs de Indonesische ambassadeur in Wassenaar te ontvoeren, waarbij een politieagent om het leven komt.

september
- 4 - Salvador Allende, kandidaat van de linkse coalitie, wordt tot president van Chili gekozen. Zijn ambtstermijn begint in november.
- 5 - Tijdens de oefenritten voor de Grand Prix Formule 1 van Italië 1970 verongelukt de Duits-Oostenrijkse coureur Jochen Rindt.
- 6 - Bij de kapingen op Dawson's Field worden vier passagiersvliegtuigen, waarvan drie op weg naar New York en één op weg naar Londen, gekaapt door leden van het Volksfront voor de Bevrijding van Palestina (PFLP). Op El Al-vlucht 219 van Amsterdam naar Tel Aviv mislukt de kaping: één kaper wordt gedood en één persoon raakt gewond.
- 9 - Feyenoord wint als eerste Nederlandse voetbalclub de wereldbeker voor clubteams door een overwinning op het Argentijnse Estudiantes de La Plata. In de uitwedstrijd in Argentinië werd eerder met 2-2 gelijkgespeeld, en thuis in Rotterdam wint Feyenoord met 1-0 door een doelpunt van Joop van Daele.
- 13 - Voor het eerst wordt de Marathon van New York gelopen. Het parcours bestaat uit het Central Park, waar vier rondjes moeten worden gelopen.
- 15 - In Amsterdam wordt de Nederlandse Middenstandspartij opgericht door drie eigenaars van groothandels. Zij willen een drastische inkrimping van de overheid, bestrijding van wanorde en anarchisme, en een ministerie voor de middenstand.
- 18 - Als gevolg van een overdosis slaappillen (of drugs?) raakt de Amerikaanse gitarist Jimi Hendrix in een coma, waarna hij in zijn eigen braaksel stikt.
- 22 - Toppop wordt voor het eerst uitgezonden, met Ad Visser en Penney de Jager.
- 29 - Opening Nieuwe IJsselbrug bij Zwolle.

oktober
- 10 - Fiji wordt onafhankelijk.
- 25 - De Veertig martelaren van Engeland en Wales worden heilig verklaard door Paus Paulus VI. Zij vertegenwoordigen de rooms-katholieken die in Engeland en Wales tussen 1535 en 1679 als martelaren voor hun rooms-katholieke geloof zijn gevallen.

november
- 9 - De eerste World Series of Poker start in Las Vegas.
- 11 - Zendschip King David van Capital Radio strandt op de kust bij Noordwijk.
- 13 - De Syrische luchtmachtgeneraal Hafiz al-Assad verkrijgt door middel van een staatsgreep alle macht.
- 15 - In het Spartastadion Het Kasteel schiet Feyenoord-doelman Eddy Treijtel bij een uittrap een meeuw uit de lucht.
- 17 - De eerste Russische maanjeep Lunokhod 1 landt op de maan.
- 17 - Douglas Engelbart krijgt patent op de computermuis.
- 23 - De KRO-televisie zendt het programma "Bomans in triplo" uit. De schrijver Godfried Bomans spreekt daarin met zijn broer Arnold en zijn zus Wally over hun kloosterleven.

december
- 7 - De West-Duitse minister Willy Brandt en zijn Poolse ambtgenoot ondertekenen het Verdrag van Warschau waarin de Oder-Neissegrens wordt vastgelegd.
- 12 - The Doors treden voor de laatste keer op met zanger Jim Morrison. Na dit concert besluit de band, vanwege Morrisons onvoorspelbare gedrag, geen concerten meer te geven.
- 23 - Het hoogste punt van de North Tower van het World Trade Center in New York is bereikt.
- 24 - Op Saba komt elektrische stroom gedurende het hele etmaal beschikbaar.
- 29 - De paus benoemt de jonge en conservatieve Haagse kapelaan Ad Simonis tot bisschop van Rotterdam.

zonder datum
- De Belgische Grondwet wordt herzien om de drie cultuurgemeenschappen op te richten. Juridisch gezien begint vanaf dit moment de staatshervorming. De hervorming komt er door het Vlaamse streven naar culturele autonomie. In hetzelfde jaar wordt ook de basis voor de drie Gewesten gelegd. Die komen er door het streven van de Franstaligen naar economische autonomie.

## Muziek

### Klassieke muziek
- 13 februari: eerste uitvoering van het Vioolconcert van Boris Tsjaikovski
- 17 april: eerste voorstelling van María Sabina van Leonardo Balada
- 27 april: eerste uitvoering van Strijkkwartet nr. 10 van Vagn Holmboe
- 31 mei: eerste uitvoering van Dark music van William Bolcom
- 14 oktober: eerste uitvoering van het Celloconcert van Witold Lutosławski
- 14 oktober: eerste uitvoering van beide versies van Fries van Vagn Holmboe
- 24 oktober: eerste uitvoering van Kosmogonia van Krzysztof Penderecki
- 8 december: eerste uitvoering van Spring fire van Arnold Bax, 57 jaar na het componeren daarvan

### Populaire muziek
- De Haagse band Shocking Blue scoort een internationale nummer 1-hit met Venus.
- De Engelse rockgroep Queen wordt opgericht.
- Top tien albums

1. Bridge over troubled water - Simon and Garfunkel
2. Déjà vu - Crosby, Stills, Nash & Young
3. Grand gala - Nana Mouskouri
4. Corry & de Rekels 1 - Corry en de Rekels
5. Fill your head with rock - Diverse artiesten
6. Woodstock - Diverse artiesten
7. Led Zeppelin 2 - Led Zeppelin
8. In-a-gadda-da-vida - Iron Butterfly
9. Willy and the poor boys - Creedence Clearwater Revival
10. Back in town - Melanie

Bron: Popdossier

### Prijzen
- De Russische schrijver Aleksandr Solzjenitsyn ontvangt de Nobelprijs voor de Literatuur

### Publicaties in de Nederlandse taal
- Soldaat van Oranje van Erik Hazelhoff Roelfzema
- Avondrood der magiërs van Rudy Kousbroek
- Minoes, een hedendaags sprookje van Annie M.G. Schmidt
- Het proces van Meester Eckhardt, een roman van Simon Vestdijk

### Publicaties in overige talen
- QB VII, een roman van de Amerikaanse schrijver Leon Uris. De Nederlandse vertaling van Dolf Koning verscheen nog datzelfde jaar onder dezelfde titel.
- La mort heureuse, deze roman van Albert Camus werd postuum gepubliceerd. Het is een vroege versie van L'Étranger. De Nederlandse vertaling van C.N. Lijsen verscheen in 1972 als De gelukkige dood.

## Beeldende kunst

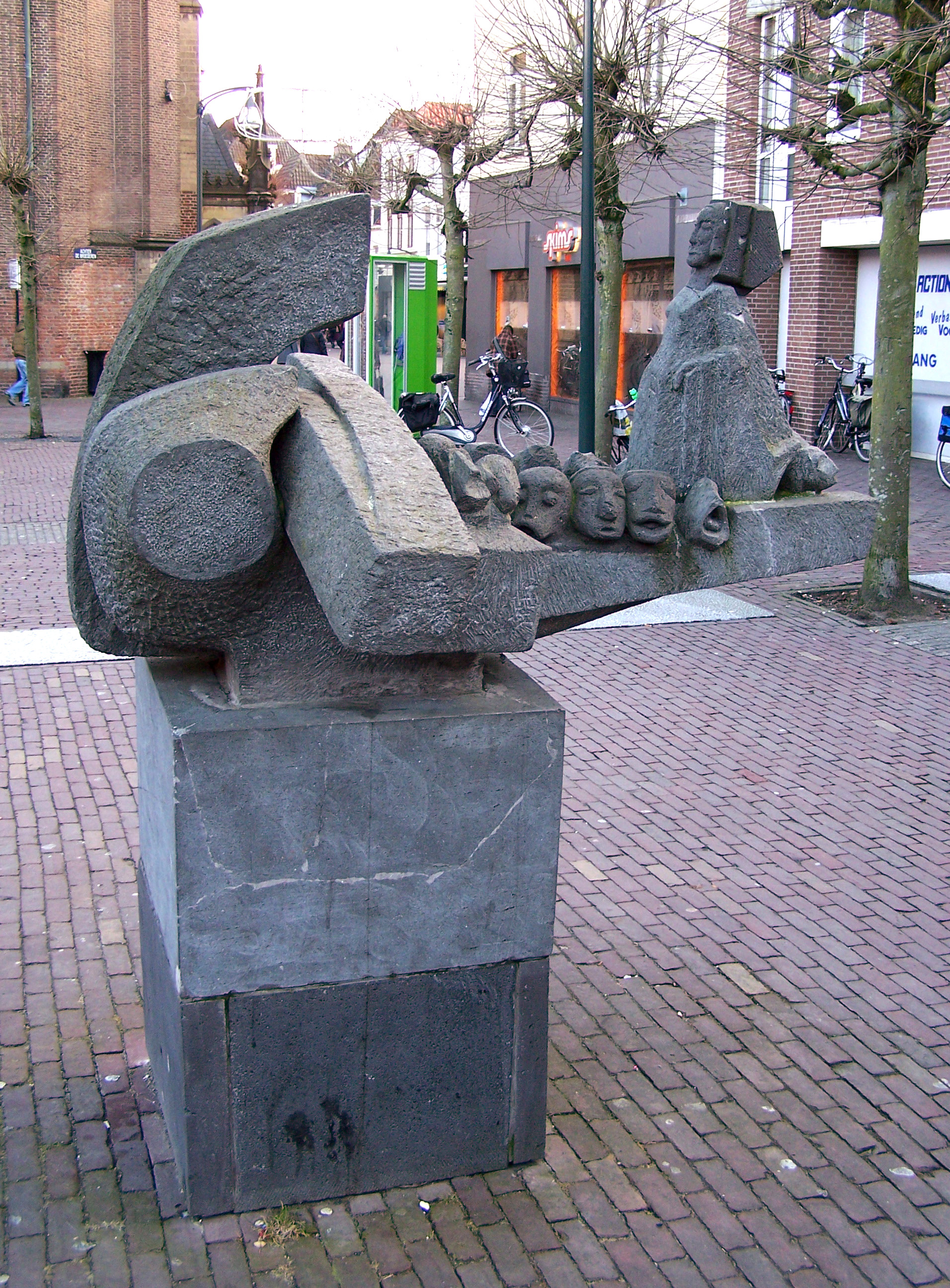
Heige Ursula (1970) Jeanot Bürgi, Deventer
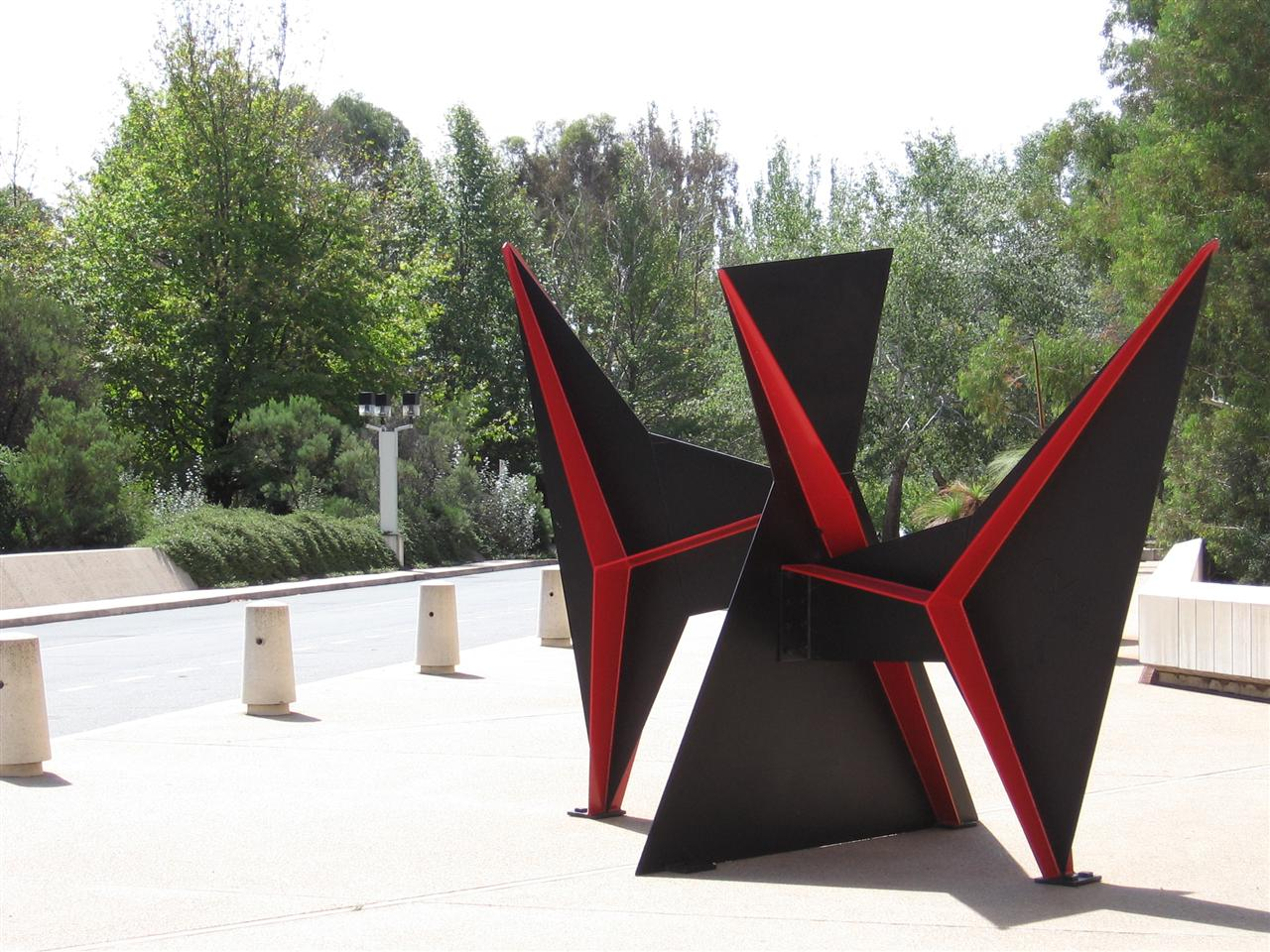
Bobine (1970) Alexander Calder, National Gallery of Australia, Canberra
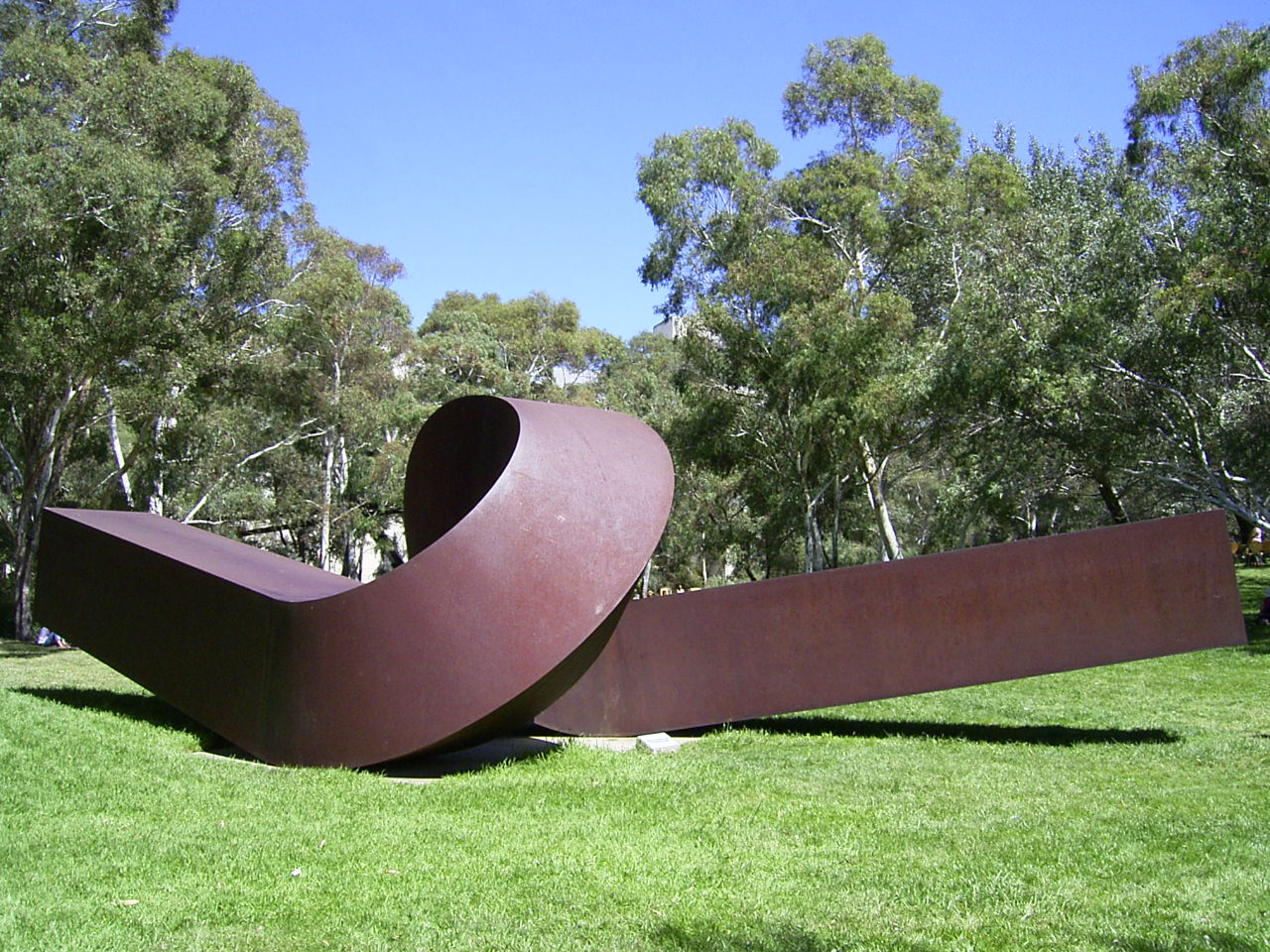
Virginia (1970) Clement Meadmore, National Gallery of Australia, Canberra
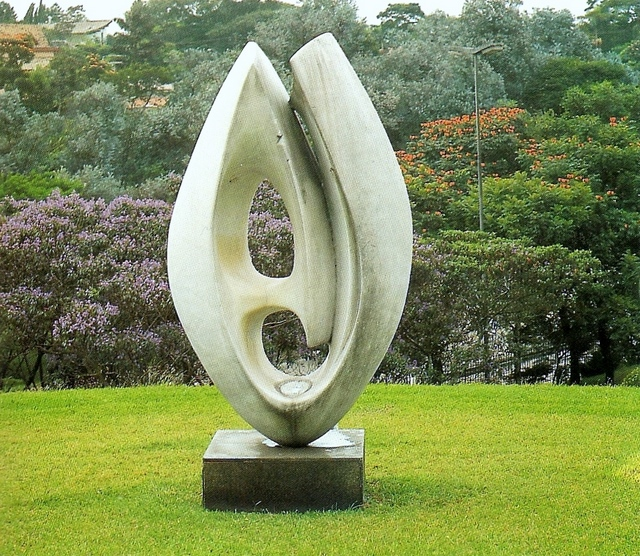
Sculptuur (1970) Bruno Giorgi

## Bouwkunst

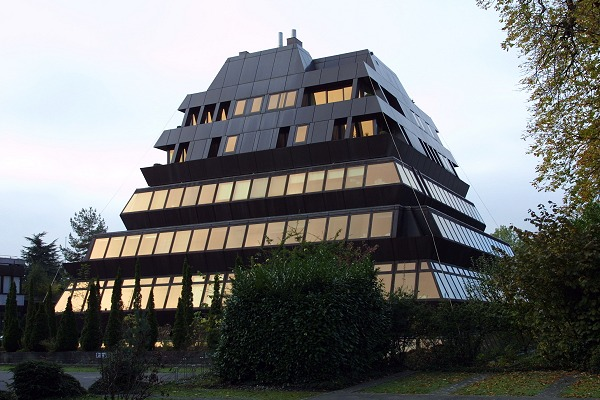
Ferrohouse, Zürich (1970) Justus Dahinden
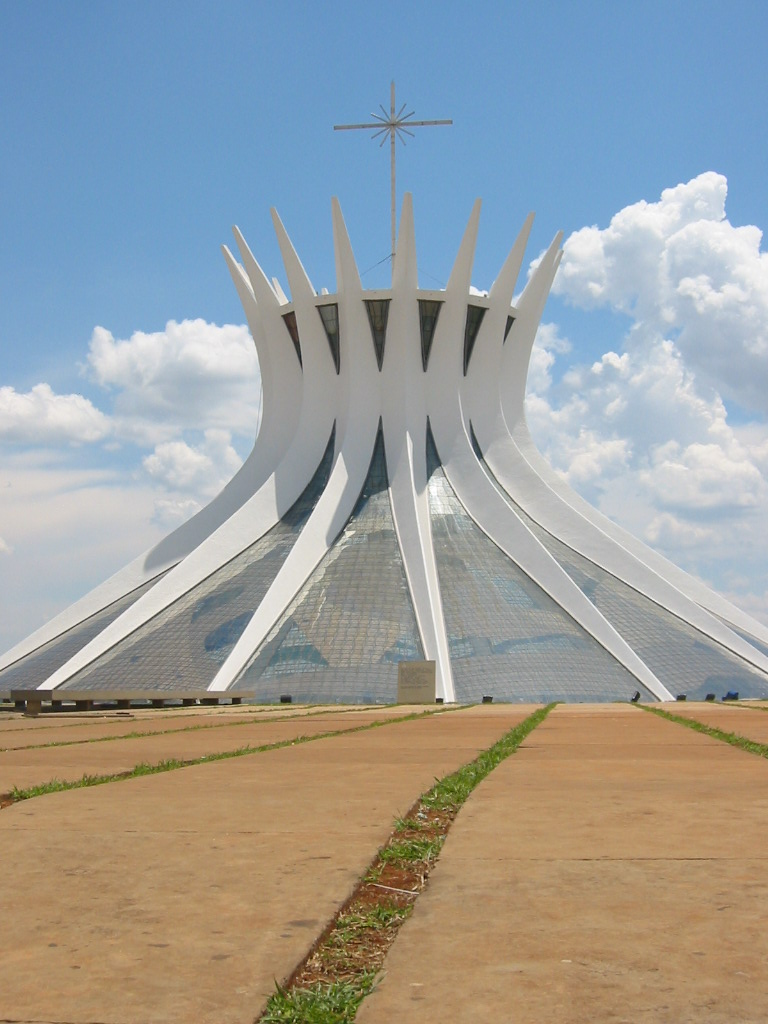
Kathedraal van Brasilia (1970) Oscar Niemeyer

## Geboren

### januari

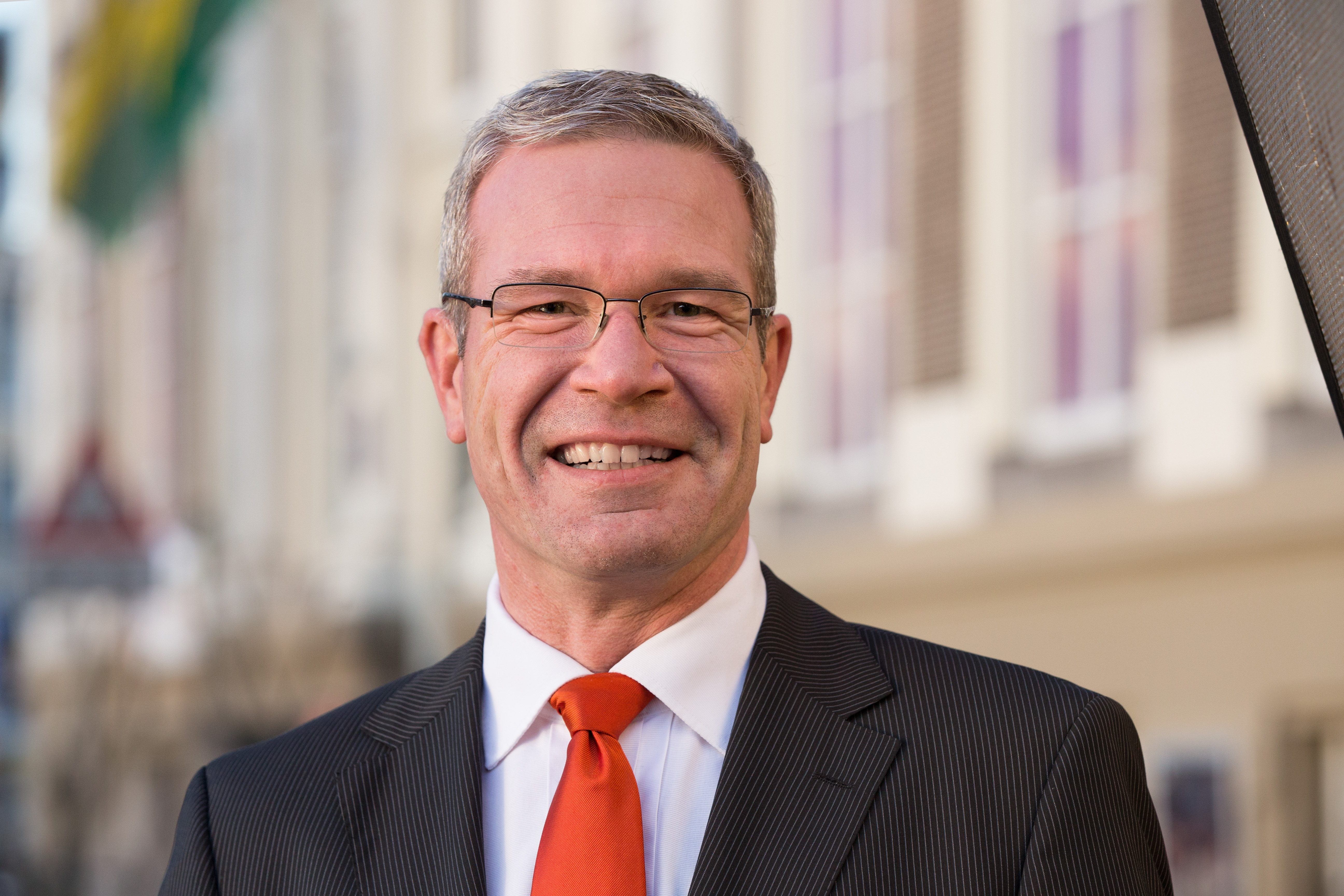
Elbert Dijkgraaf,
geboren op 6 januari

- 1 - Zeeshan Ali, Indiaas tennisser
- 1 - Markus Gier, Zwitsers roeier
- 1 - Tristan Hoffman, Nederlands wielrenner
- 2 - Wia Buze, Nederlands zangeres
- 2 - Sanda Ladoși, Roemeens zangeres
- 2 - Marleen van der Loo, Nederlands zangeres, danseres en actrice
- 2 - Eric Whitacre, Amerikaans componist, muziekpedagoog en dirigent
- 3 - Álvaro González de Galdeano, Spaans wielrenner
- 4 - Chris Kanyon, Amerikaans professioneel worstelaar (overleden 2010)
- 4 - Raúl Noriega, Ecuadoraans voetballer
- 5 - Igor Bališ, Slowaaks voetballer
- 5 - Joeri Kovtoen, Russisch voetballer en voetbalcoach
- 5 - Friedl' Lesage, Vlaams radiopresentatrice
- 6 - Elbert Dijkgraaf, Nederlands politicus (SGP) en hoogleraar
- 8 - Tony Eccles, Engels darter
- 8 - Mika Lehkosuo, Fins voetballer en voetbalcoach
- 9 - Lara Fabian, Waals zangeres
- 9 - Rubén Tufiño, Boliviaans voetballer
- 10 - Aliona van der Horst, Nederlands documentairemaakster
- 10 - Alisa Marić, Servisch schaakster
- 13 - Dan Eggen, Noors voetballer
- 13 - Frank Kooiman, Nederlands voetbaldoelman
- 13 - Marco Pantani, Italiaans wielrenner (overleden 2004)
- 13 - Shonda Rhimes, Amerikaans filmproducente en regisseur
- 13 - Daphne Touw, Nederlands hockeyster
- 14 - Liesbeth Zegveld, Nederlands advocate en hoogleraar
- 15 - Raúl Otero, Uruguayaans voetballer
- 15 - Odalis Revé, Cubaans judoka
- 17 - Laura Bromet, Nederlands politica
- 17 - Tom Hautekiet, Belgisch grafisch ontwerper en illustrator (overleden 2020)
- 17 - James Wattana, Thais snookerspeler
- 18 - Peter Van Petegem, Belgisch wielrenner
- 19 - Kathleen Smet, Belgisch triatlete
- 19 - Tim Foster, Brits roeier
- 20 - Peter Hedblom, Zweeds golfer
- 20 - Dennis Hulshoff, Nederlands voetballer
- 21 - Alen Bokšić, Kroatisch voetballer
- 22 - Abraham Olano, Spaans wielrenner
- 23 - Constantina Diță, Roemeens atlete
- 23 - Alex Gaudino, Italiaans diskjockey
- 23 - Erik Wijmeersch, Belgisch atleet
- 24 - Roberto Bonano, Argentijns voetballer
- 25 - William Rutten, Nederlands (media)fotograaf
- 26 - David Perry, Frans pornoacteur
- 27 - Carlos de Bourbon de Parme, zoon van prinses Irene
- 28 - Valeria Cappellotto, Italiaans wielrenster
- 29 - Jörg Hoffmann, Duits zwemmer
- 29 - Paul Ryan, Amerikaans Republikeins politicus
- 30 - Yves Vanderhaeghe, Belgisch voetballer
- 30 - Hans Vonk, Nederlands-Zuid-Afrikaans voetbaldoelman
- 31 - Margriet van der Linden, Nederlands journaliste, presentatrice en feministe

### februari
- 2 - Erik ten Hag, Nederlands voetballer en voetbaltrainer
- 2 - Cédric Mathy, Belgisch wielrenner
- 2 - Santa Montefiore, Brits auteur
- 2 - Roar Strand, Noors voetballer
- 3 - Óscar Córdoba, Colombiaans voetballer
- 3 - Anthony Russo, Amerikaans film- en televisieregisseur
- 3 - Ingrid Visseren-Hamakers, Nederlands wetenschapper en politica
- 4 - Japke-d. Bouma, Nederlands journaliste en columniste
- 4 - Prinses Marilène van den Broek, echtgenote van prins Maurits
- 4 - Kevin Campbell, Engels voetballer (overleden 2024)
- 4 - Eugene Rhuggenaath, Curaçaos politicus
- 5 - Astrid Kumbernuss, Duits atlete
- 6 - Jeff Rouse, Amerikaans zwemmer en olympisch kampioen (1996)
- 6 - Kitty Yung, Amerikaans pornoactrice
- 8 - Tamar van den Dop, Nederlands actrice, regisseuse en scenarioschrijfster
- 8 - André Steiner, Duits roeier
- 9 - Branko Strupar, Kroatisch voetballer
- 11 - Adi Hütter, Oostenrijks voetbaltrainer en voetballer
- 12 - Bryan Roy, Nederlands voetballer
- 12 - Armando Gallop, Amerikaanse houseproducer (overleden in 1996)
- 15 - Mark Warnecke, Duits zwemmer
- 16 - Ingmar Heytze, Nederlands dichter en schrijver
- 16 - Armand Van Helden, Amerikaans dj en producer
- 16 - Thomas Poulsen, Deens roeier
- 17 - Dominic Purcell, Australisch acteur
- 19 - Danny de Munk, Nederlands acteur en musicalster
- 20 - Éric Legnini, Belgisch jazzpianist
- 24 - Jon Carter, Brits dj
- 24 - Barbara Stok, Nederlands striptekenares
- 24 - Rian Vogels, Nederlands politica en rechter
- 27 - Ann Devries, Belgisch tennisspeelster
- 27 - Jörg Teuchert, Duits motorcoureur
- 28 - Jacqueline Goormachtigh, Nederlands atlete
- 28 - Noureddine Morceli, Algerijns atleet

### maart

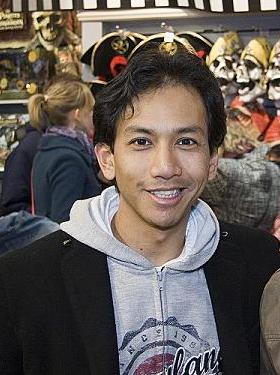
Wibi Soerjadi,
geboren op 2 maart

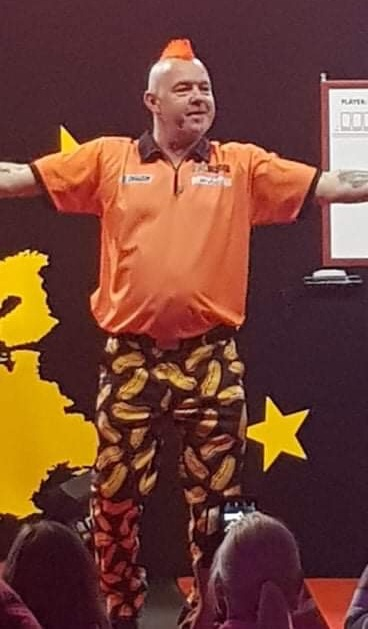
Peter Wright,
geboren op 10 maart

- 2 - Ciriaco Sforza, Zwitsers voetballer en voetbalcoach
- 2 - Wibi Soerjadi, Nederlands concertpianist
- 3 - Simon Biwott, Keniaans atleet
- 3 - Julie Bowen, Amerikaans actrice
- 3 - Gabriel Cedrés, Uruguayaans voetballer
- 3 - Chris Peers, Belgisch wielrenner
- 4 - Edward Gal, Nederlands dressuurruiter
- 4 - Andy De Smet, Belgisch wielrenner
- 5 - Joe Brincat, Maltees voetballer
- 5 - John Frusciante, Amerikaans gitarist
- 7 - Milan Dvorščík, Slowaaks wielrenner
- 7 - Rachel Weisz, Brits actrice
- 8 - Andreas Becker, Duits hockeyer
- 8 - Hafid Bouazza, Marokkaans-Nederlands schrijver (overleden 2021)
- 8 - Harry Decheiver, Nederlands voetballer
- 8 - Germaine Kruip, Nederlands kunstenaar
- 8 - Nazario Moreno, Mexicaans drugsbaron (overleden 2014)
- 8 - Ed Podivinsky, Canadees alpineskiër
- 9 - Arjan Erkel, Nederlandse cultureel antropoloog
- 9 - Robert Mosuse, Vlaams zanger (overleden 2000)
- 10 - Martin Martens, Nederlands schaakmeester
- 10 - Peter Wright, Schots darter
- 12 - Dave Eggers, Amerikaans schrijver
- 12 - Mathias Grönberg, Zweeds golfer
- 12 - Roy Khan, Noors zanger
- 12 - Maria Leconte, Frans schaakster
- 13 - Stéphane Goubert, Frans wielrenner
- 15 - Derek Parra, Amerikaans schaatser
- 16 - Oleg Pavlov, Russisch schrijver en essayist (overleden 2018)
- 17 - Yanic Truesdale, Canadees acteur
- 18 - Queen Latifah, Amerikaans actrice, producer en rapper
- 19 - Jozef Majoroš, Slowaaks voetballer
- 19 - Aart Vierhouten, Nederlands wielrenner
- 20 - Martin Feigenwinter, Zwitsers schaatser
- 20 - Wietske de Ruiter, Nederlands hockeyster
- 20 - Sophie Verhoeven, Nederlands televisiepresentatrice
- 22 - Leontien Zijlaard-van Moorsel, Nederlands wielrenster en olympisch kampioene
- 23 - Gianni Infantino, Zwitsers bestuurder, zakenman en advocaat
- 23 - Dželaludin Muharemović, Bosnisch voetballer
- 24 - Sharon Corr, Iers zangeres (The Corrs)
- 25 - Teri Moïse, Haïtiaans soulzangeres en songschrijfster (overleden 2013)
- 25 - Vladimir Pysjnenko, Russisch zwemmer
- 26 - Paul Bosvelt, Nederlands voetballer
- 26 - Jelle Goes, Nederlands voetbalcoach
- 27 - Kathalijne Buitenweg, Nederlands politica
- 27 - Mariah Carey, Amerikaanse zangeres (of 1969)
- 27 - Elizabeth Mitchell, Amerikaans actrice
- 27 - Carolina Trujillo, Uruguayaans-Nederlands schrijfster
- 28 - José Loiola, Braziliaans beachvolleyballer
- 28 - Jennifer Weiner, Amerikaans schrijver, televisieproducent en journalist
- 29 - Andreas Beikirch, Duits baanwielrenner
- 30 - Rodrigo Barrera, Chileens voetballer
- 30 - Stéphane Ortelli, Monegaskisch autocoureur
- 31 - Martin Drent, Nederlands voetballer
- 31 - Mei Li Vos, Nederlands politica

### april

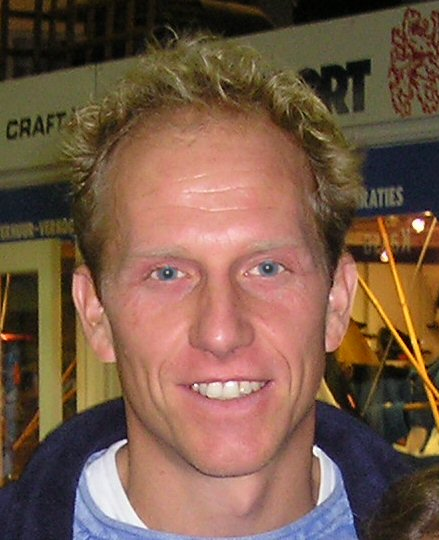
Rintje Ritsma,
geboren op 13 april

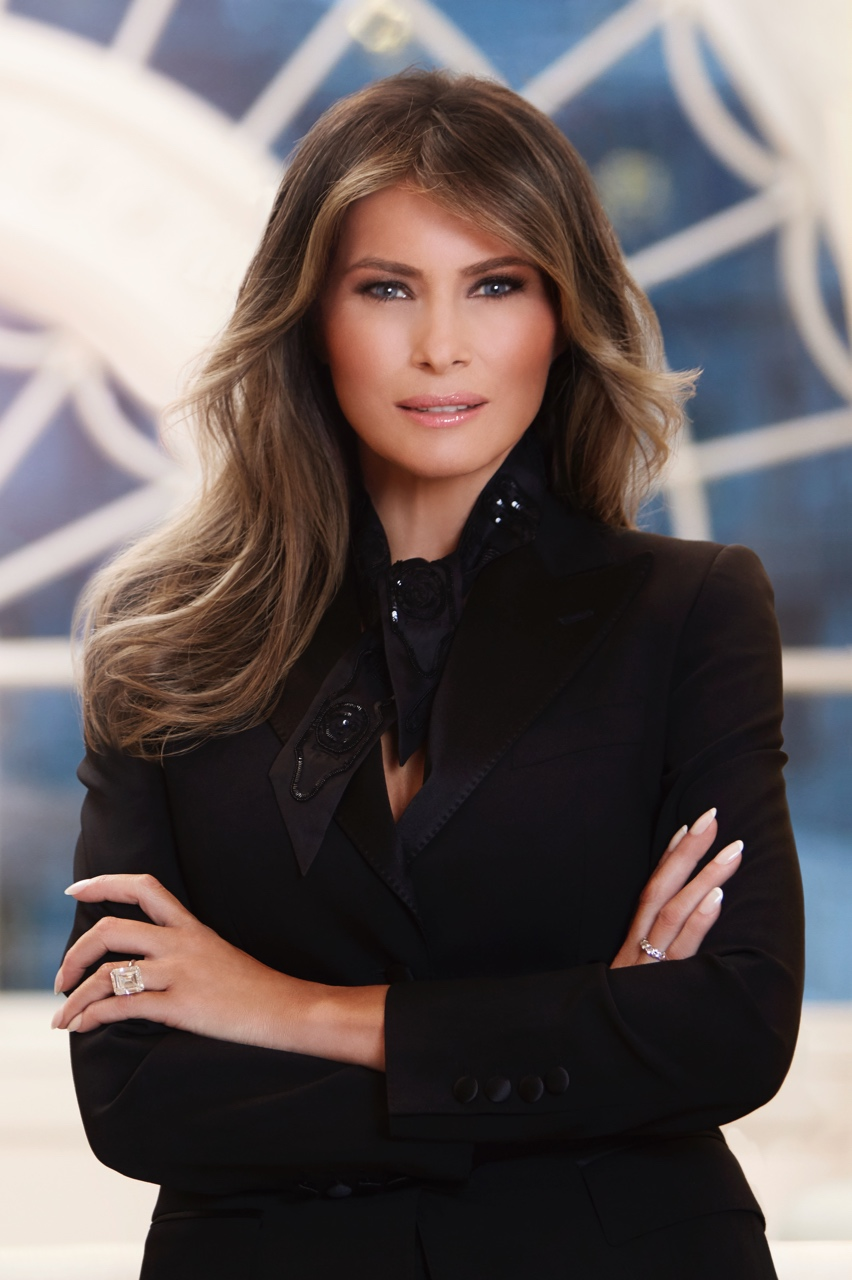
Melania Knauss Trump,
geboren op 26 april

- 2 - Todd Woodbridge, Australisch tennisser
- 3 - Roberto Moreno Salazar, Panamees voetbalscheidsrechter
- 3 - Donald-Olivier Sié, Ivoriaans voetballer
- 3 - Leon Vlemmings, Nederlands voetballer en voetbaltrainer
- 4 - Barry van Galen, Nederlands voetballer
- 4 - Jelena Jelesina, Russisch hoogspringster
- 5 - Willemijn Duyster, Nederlands hockeyster
- 5 - Irina Timofejeva, Russisch atlete
- 6 - Deborah Compagnoni, Italiaans alpineskiester
- 6 - Stefan Schmid, Duits atleet
- 7 - Leif Ove Andsnes, Noors pianist
- 7 - Piet Norval, Zuid-Afrikaans tennisser
- 8 - Bruno Stagno Ugarte, Costa Ricaans diplomaat en politicus
- 10 - Ron van den Beuken, Nederlands producent
- 10 - Diederik Simon, Nederlands roeier
- 10 - Harald Wapenaar, Nederlands voetbaldoelman
- 10 - Miklos Molnar, Deens voetballer
- 11 - KC Boutiette, Amerikaans schaatser
- 12 - Eric Buhain, Filipijns zwemmer en sportbestuurder
- 13 - Dylan Casey, Amerikaans wielrenner
- 13 - Szilveszter Csollány, Hongaars turner (overleden 2022)
- 13 - Rintje Ritsma, Nederlands schaatser
- 13 - Rick Schroder, Amerikaans acteur
- 14 - Frank Meester, Nederlands filosoof
- 14 - Jan Siemerink, Nederlands tennisser
- 15 - Finidi George, Nigeriaans voetballer
- 16 - Juan Enrique García, Venezolaans voetballer
- 16 - Arjan de Zeeuw, Nederlands voetballer
- 17 - Jacek Mickiewicz, Pools wielrenner
- 17 - Redman, Amerikaans rapper
- 17 - Loung Ung, mensenrechtenactiviste
- 18 - Heike Friedrich, Oost-Duits zwemster en olympisch kampioene (1988)
- 18 - Saad Hariri, Libanees zakenman en politicus
- 18 - Jens Rohde, Deens politicus
- 20 - Joshua Winkelman, Amerikaanse dj/producer bekend als Josh Wink
- 22 - Marinko Galič, Sloveens voetballer
- 23 - Tayfur Havutçu, Turks voetballer
- 24 - Ingeborg Marx, Belgisch atlete, powerliftster, gewichthefster en wielrenster
- 25 - Kate Allen, Oostenrijks triatlete
- 25 - Jason Lee, Amerikaans acteur
- 25 - Leonard Geluk, Nederlands politicus
- 25 - Saulius Šarkauskas, Litouws wielrenner
- 26 - Melania Knauss Trump, Sloveens-Amerikaans echtgenote van Donald Trump
- 29 - Andre Agassi, Amerikaans tennisser
- 29 - Piet Goddaer - Belgisch singer-songwriter
- 29 - Uma Thurman, Amerikaans actrice

### mei
- 2 - François Le Vot, Frans piloot

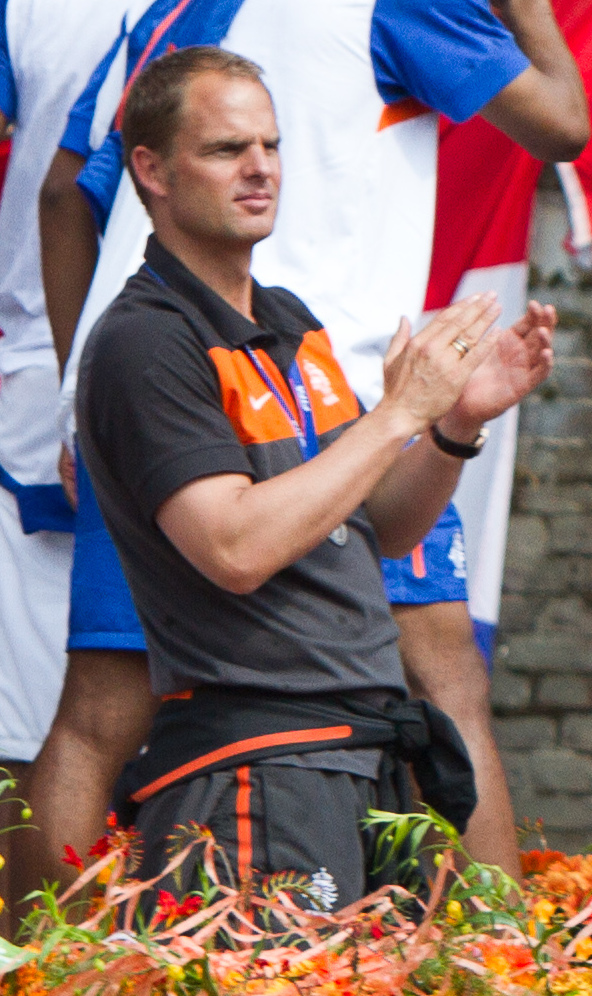
Frank de Boer,
geboren op 15 mei

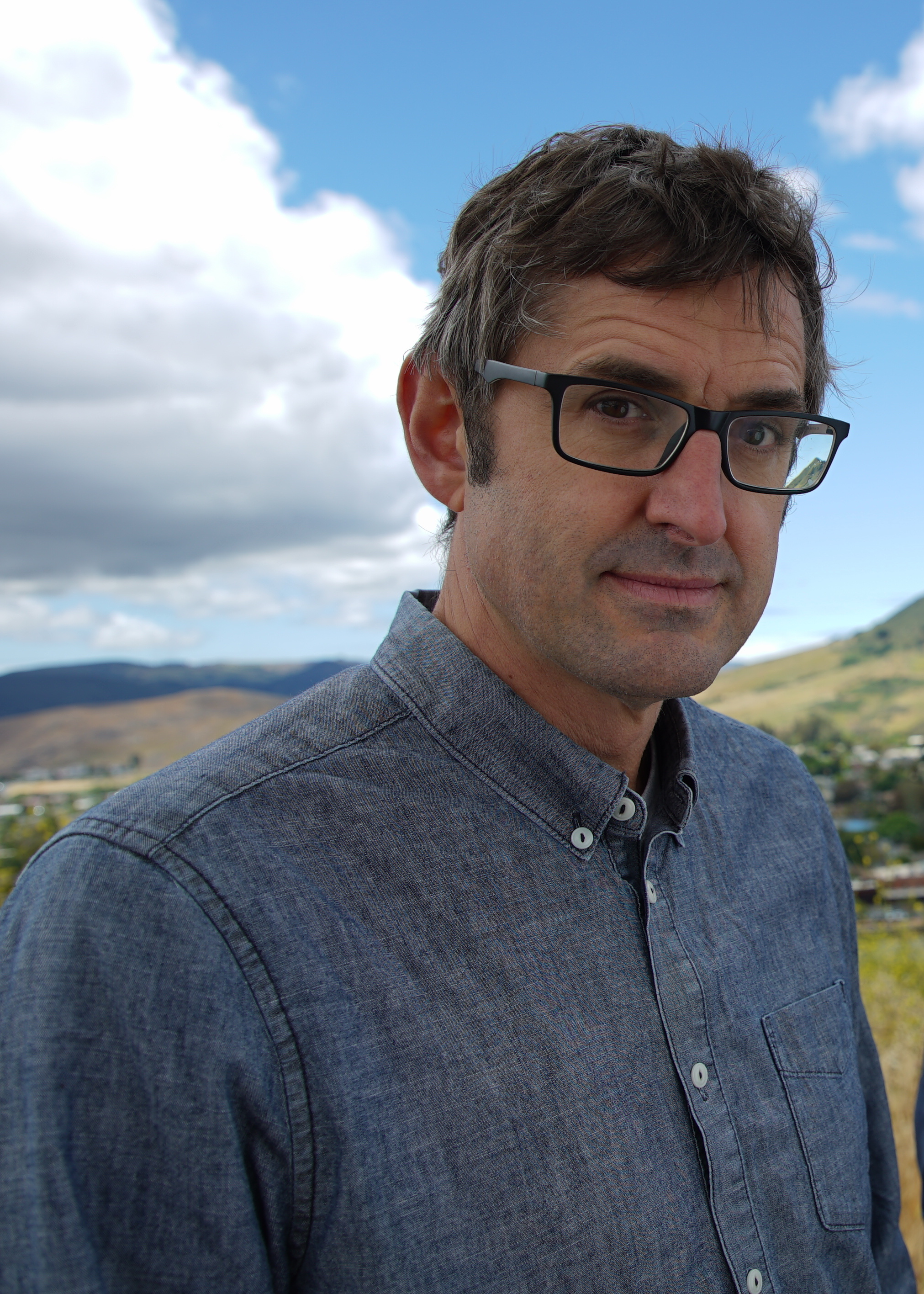
Louis Theroux,
geboren op 20 mei

- 2 - Yvan Quentin, Zwitsers voetballer
- 3 - Def Rhymz (Dennis Bouman), Nederlands rapper (overleden 2024)
- 4 - Joanna Zeiger, Amerikaans triatlete en zwemster
- 5 - Will Arnett, Canadees acteur
- 5 - Sergio Herman, Nederlands kok en restaurateur
- 5 - Stefan Landberg, Zweeds voetballer
- 5 - Roman Flügel, Duits danceproducer
- 5 - Wilfried Nelissen, Belgisch wielrenner
- 6 - Luís Novo, Portugees atleet
- 6 - Fátima Silva, Portugees atlete
- 7 - Edwin Zoetebier, Nederlands voetbaldoelman
- 8 - Naomi Klein, Canadees journaliste, publiciste en activiste
- 8 - Luis Enrique Martínez, Spaans voetballer
- 9 - Hao Haidong, Chinees voetballer
- 9 - Wálter Quesada, Costa Ricaans voetbalscheidsrechter
- 10 - Andre Stolz, Australisch golfer
- 11 - Pieter Elbers, Nederlands ondernemer; president-directeur van de KLM
- 11 - Harold Ford Jr., Amerikaans politicus
- 12 - Mark Foster, Brits zwemmer
- 13 - Robert Maćkowiak, Pools atleet
- 14 - Nicola Fairbrother, Brits judoka
- 14 - Muhamed Konjić, Bosnisch voetballer
- 14 - Benson Masya, Keniaans atleet (overleden 2003)
- 15 - Frank en Ronald de Boer, Nederlands voetbaltweeling
- 15 - Brad Rowe, Amerikaans acteur
- 16 - Truus Druyts, Vlaams actrice en presentatrice
- 16 - Gabriela Sabatini, Argentijns tennisspeelster
- 17 - Renzo Furlan, Italiaans tennisser
- 17 - Jordan Knight, Amerikaans zanger (New Kids on the Block)
- 17 - Martine Sandifort, Nederlands kleinkunstenares
- 18 - Tina Fey, Amerikaans comédienne en actrice
- 18 - Valeri Popovitsj, Fins-Russisch voetballer
- 18 - Clemens Zwijnenberg, Nederlands voetballer
- 19 - Alison Elliott, Amerikaans actrice
- 19 - Choi Kyung-ju, Zuid-Koreaans golfer
- 19 - Merethe Trøan, Noors zangeres
- 19 - Alwien Tulner, Nederlands actrice
- 20 - Dick van Dijk, Nederlands darter
- 20 - Louis Theroux, Brits-Amerikaans documentairemaker
- 20 - Ebru Umar, Nederlands columniste
- 22 - Naomi Campbell, Brits fotomodel
- 22 - Pedro Diniz, Braziliaans autocoureur
- 23 - Yigal Amir, Israëlisch moordenaar van premier Yitzchak Rabin
- 23 - Bryan Herta, Amerikaans autocoureur
- 24 - Bo Hamburger, Deens wielrenner
- 25 - Kim Taek-soo, Zuid-Koreaans tafeltennisser
- 25 - Peter Podlunšek, Sloveens piloot
- 26 - Alex Garland, Brits schrijver en filmregisseur
- 27 - Michele Bartoli, Italiaans wielrenner
- 27 - Joseph Fiennes, Brits acteur
- 29 - Monique de Beer, Nederlands paralympisch sportster
- 29 - Jia Zhangke, Chinees filmregisseur, filmproducent, acteur en schrijver
- 29 - Koen T'Sijen, Vlaams politicus
- 30 - Marco Gielen, Nederlands atleet
- 30 - Robert Špehar, Kroatisch voetballer
- 31 - Paolo Sorrentino, Italiaans filmregisseur
- 31 - Claus Thomsen, Deens voetballer

### juni

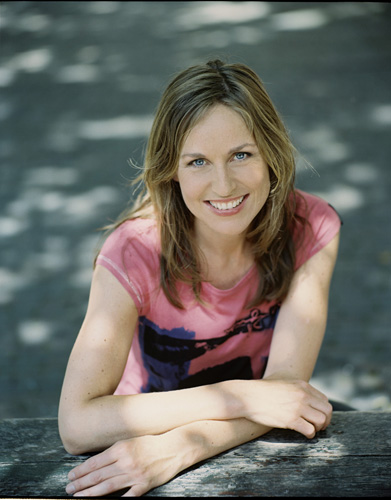
Brecht van Hulten,
geboren op 4 juni

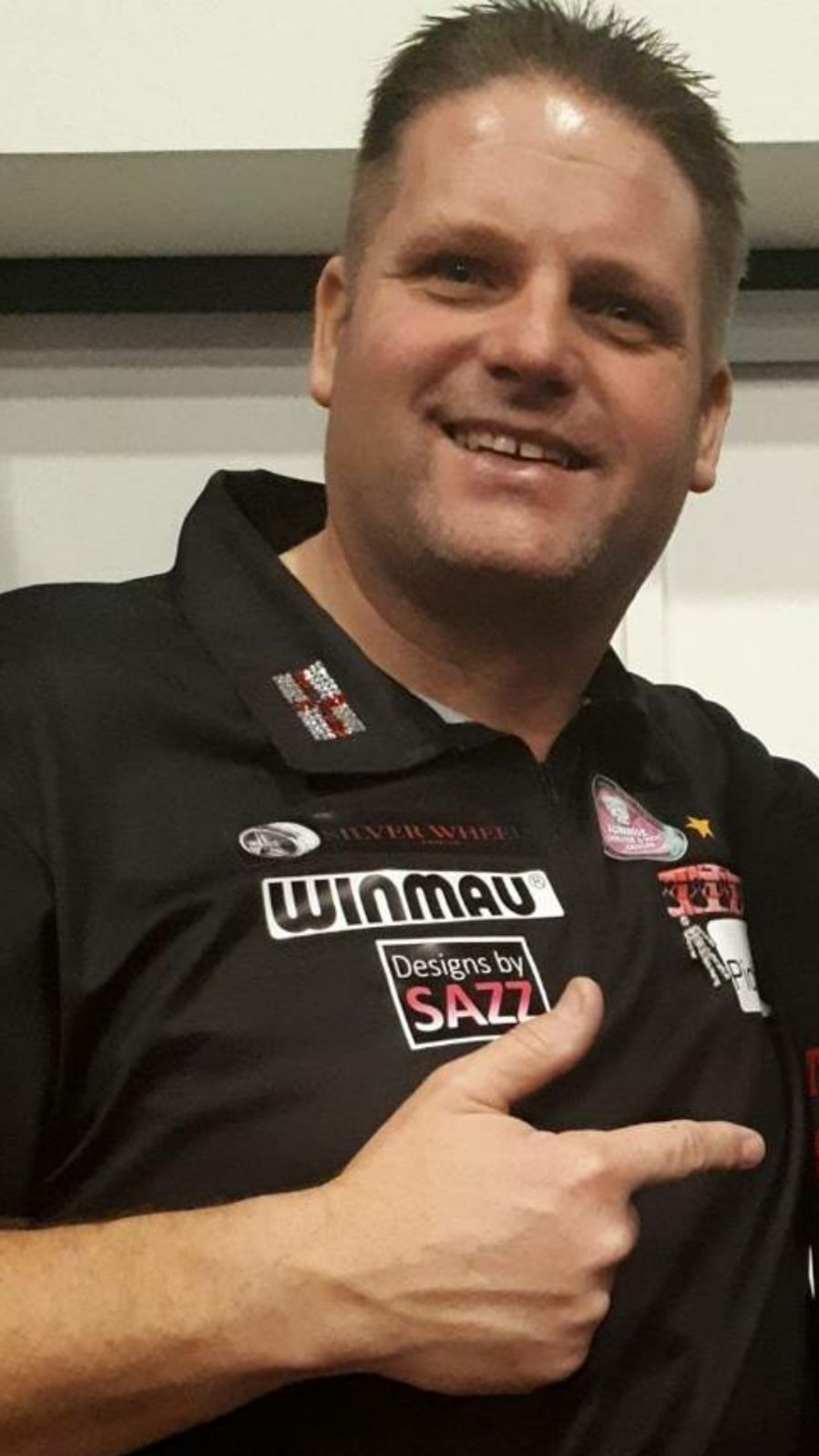
Scott Mitchell,
geboren op 5 juni

- 1 - Marjon Keller, Nederlands zangeres (onder andere Frizzle Sizzle)
- 1 - Karen Mulder, Nederlands fotomodel
- 2 - B-Real, Amerikaans rapper
- 3 - Jevgeni Berzin, Russisch wielrenner
- 4 - Brecht van Hulten, Nederlands televisiepresentatrice
- 4 - Toru Kawashima, Japans voetballer (overleden 2024)
- 4 - Thomas Osano, Keniaans atleet
- 4 - Izabella Scorupco, Zweeds actrice
- 5 - Scott Mitchell, Engels darter
- 6 - Albert Ferrer, Spaans voetballer en voetbalcoach
- 6 - Yoshiko Yamamoto, Japans atlete
- 7 - Ronaldo da Costa, Braziliaans atleet
- 10 - Chris Coleman, Welsh voetballer en voetbalcoach
- 11 - Alex Barron, Amerikaans autocoureur
- 11 - Dmitri Oetkin, Russisch legerofficier (overleden 2023)
- 14 - Alex Boogers, Nederlands schrijver
- 14 - Jacob Young, Noors (jazz)componist
- 15 - Pepijn Aardewijn, Nederlands roeier
- 15 - Cécile Narinx, Nederlands journaliste
- 16 - Cobi Jones, Amerikaans voetballer
- 17 - Erik Hulzebosch, Nederlands marathonschaatser
- 18 - Ivan Kozák, Slowaaks voetballer
- 18 - Arsen Yegiazarian, Armeens schaakgrootmeester (overleden 2020)
- 19 - Kimberly Bruckner, Amerikaans wielrenster
- 19 - Cafú, Braziliaans voetballer
- 19 - Sharon Walraven, Nederlands paralympisch sportster
- 20 - Andrea Nahles, Duits politica
- 20 - Michelle Reis, Chinees actrice en fotomodel
- 20 - Oren Smadja, Israëlisch judoka
- 21 - Mickie Krause, Duits schlagerzanger
- 23 - Mark 'Oh, Duits danceproducer
- 23 - Daan Roovers, Nederlands filosofe
- 24 - Glenn Medeiros, Hawaïaans zanger en componist
- 25 - Erki Nool, Estisch atleet en politicus
- 26 - Paul Thomas Anderson, Amerikaans filmregisseur en scenarioschrijver
- 26 - Jorge Goeters, Mexicaans autocoureur
- 26 - Irv Gotti, Amerikaans platenproducent (overleden 2025)
- 26 - Sean Hayes, Amerikaans acteur
- 26 - Paweł Nastula, Pools judoka
- 26 - Chris O'Donnell, Amerikaans acteur
- 26 - Marco Out, Nederlands bestuurder en burgemeester
- 28 - Melanie Schultz van Haegen, Nederlands politica en bestuurder
- 29 - Wieke Hoogzaad, Nederlands triatlete
- 29 - Mike Vallely, Amerikaans skateboarder
- 30 - Caspar Pound (overleden in 2004), Brits danceproducer

### juli

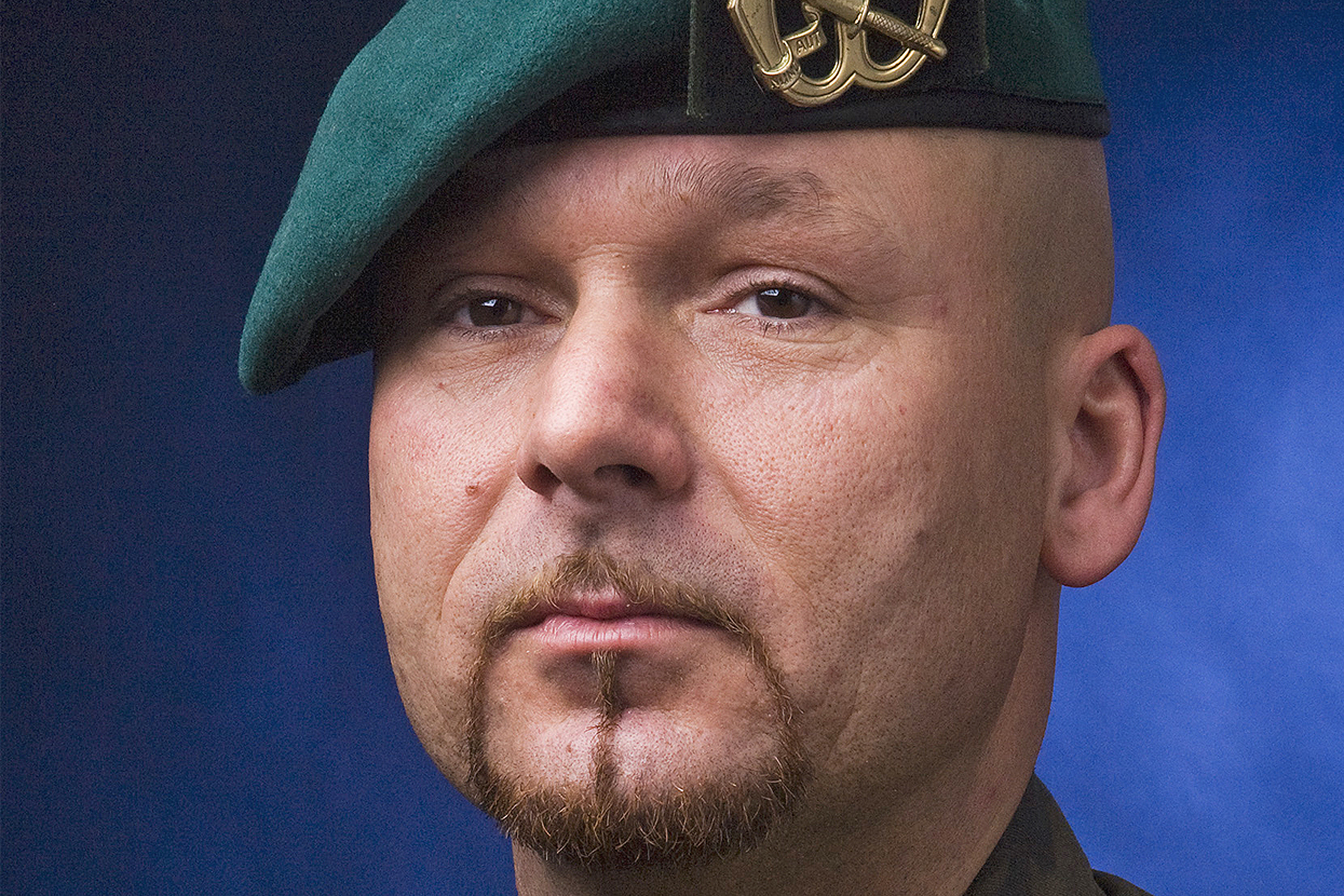
Marco Kroon,
geboren op 15 juli

- 2 - Derrick Adkins, Amerikaans atleet
- 2 - Steve Morrow, Noord-Iers voetballer
- 3 - Vasili Davidenko, Russisch wielrenner
- 3 - Arlene Foster, Noord-Iers politica
- 3 - Serhij Hontsjar, Oekraïens wielrenner
- 3 - Yona Kosashvili, Israëlisch schaakgrootmeester
- 3 - David Plaza, Spaans wielrenner
- 3 - Teemu Selänne, Fins ijshockeyer
- 4 - Koman Coulibaly, Malinees voetbalscheidsrechter
- 4 - Vassilis Krommidas, Grieks triatleet
- 4 - Andrej Tsjerkasov, Russisch tennisser
- 4 - Tony Vidmar, Australisch voetballer
- 5 - Patries Boekhoorn, Nederlands paralympisch sportster
- 5 - Valentí Massana, Spaans atleet
- 6 - Roger Cicero, Duits zanger (overleden 2016)
- 6 - Heather Samuel, atlete uit Antigua en Barbuda
- 6 - Jana Thieme, Duits roeister
- 6 - Sergio Vyent, Nederlands televisiepersoonlijkheid
- 7 - Aron Wade, Vlaams acteur
- 7 - Erik Zabel, Duits wielrenner
- 8 - Beck, Amerikaans zanger
- 8 - Micky Hoogendijk, Nederlands actrice
- 8 - Ivonne Kraft, Duits mountainbikester
- 9 - Lia van Schie, Nederlands schaatsster
- 10 - Jason Orange, Brits zanger (Take That)
- 10 - John Simm, Brits acteur
- 11 - Jaco Geurts, Nederlands parlementariër
- 13 - Glenn Corneille, Nederlands pianist (overleden 2005)
- 13 - Lodewijk Crijns, Nederlands filmregisseur
- 13 - Abderahmane Djemadi, Algerijns atleet
- 14 - Natalja Misjkoetjonok, Russisch kunstschaatsster
- 15 - Fatiha Baouf, Marokkaans-Belgisch atlete
- 15 - Ginevra Di Marco, Italiaans zangeres
- 15 - Marco Kroon, Nederlands militair
- 15 - Roel Reiné, Nederlands filmregisseur
- 17 - Werner De Smedt, Vlaams acteur
- 19 - Nicola Sturgeon, Schots politica
- 21 - Angus MacNeil, Brits politicus
- 22 - Jason Becker, Amerikaans rockgitarist
- 22 - Edmée Hiemstra, Nederlands waterpoloster
- 24 - Melvin Choo, Singaporees autocoureur
- 24 - Melinda Clarke, Amerikaans actrice
- 24 - Gino De Keersmaeker, Belgisch paralympisch atleet
- 24 - Doina Spîrcu, Roemeens roeister
- 26 - Kristijna Loonen, Nederlands atlete
- 27 - Jeroen Tjepkema, Nederlands redacteur en nieuwslezer
- 27 - Stephan Veen, Nederlands hockeyer
- 30 - Susanne Abbuehl, Zwitsers zangeres
- 30 - Eugenio Corini, Italiaans voetballer
- 30 - Christopher Nolan, Engels-Amerikaans regisseur
- 30 - Osman López, Colombiaans voetballer
- 30 - Joost Vullings, Nederlands parlementair verslaggever
- 31 - Tjapko Poppens, Nederlands politicus (VVD)

### augustus

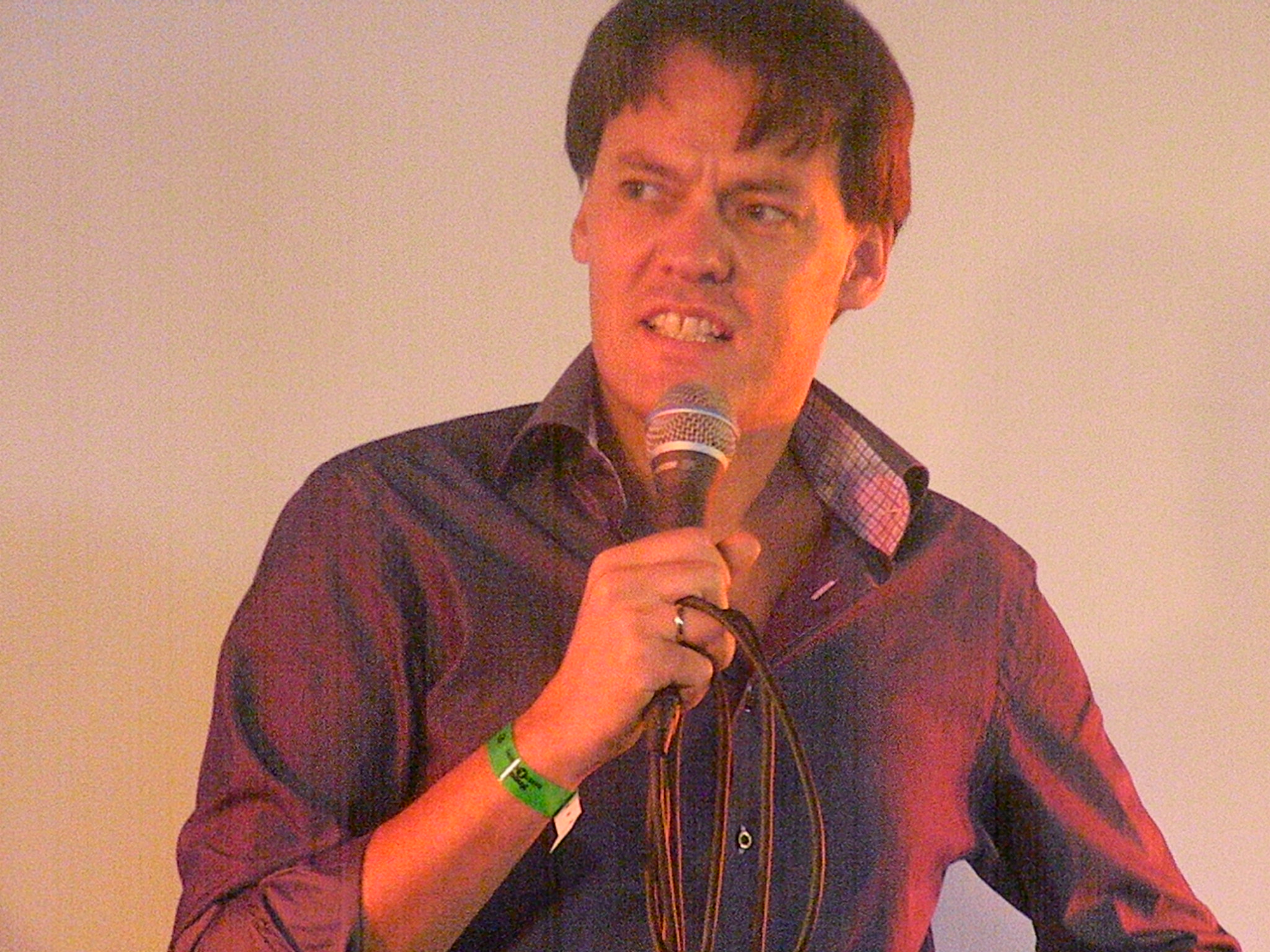
Tijs van den Brink,
geboren op 5 augustus

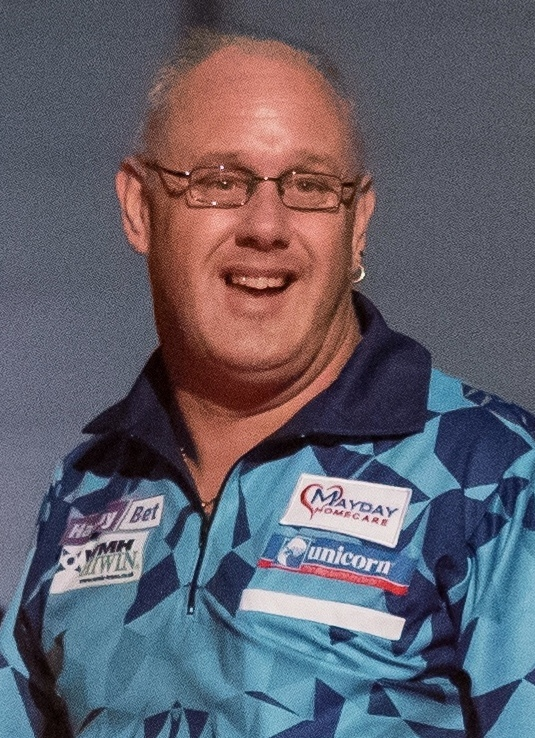
Ian White,
geboren op 17 augustus

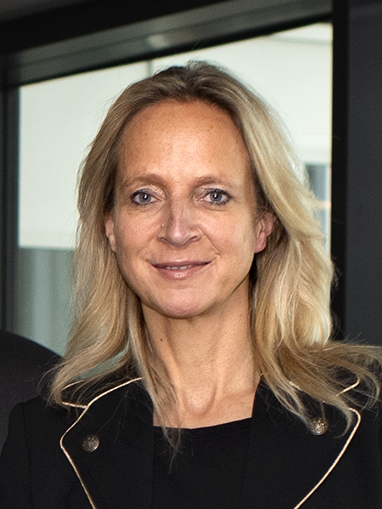
Floortje Dessing,
geboren op 31 augustus

- 1 - Bart Danckaert, Belgisch theatermaker
- 1 - David James, Engels voetballer
- 3 - Cindy Pielstroom, Nederlands fotomodel, televisiepresentatrice en onderneemster
- 4 - Ángel Edo, Spaans wielrenner
- 4 - Håvard Flo, Noors voetballer
- 4 - Hakeem Jeffries, Amerikaans Democratisch politicus
- 4 - Orlando Trustfull, Nederlands voetballer en voetbaltrainer
- 5 - Tijs van den Brink, Nederlands journalist, radio- en televisiepresentator en christelijk schrijver
- 5 - Rani De Coninck, Belgisch presentatrice
- 5 - Leonid Stadnyk, Oekraïens veehoeder en langste mens op de wereld (overleden 2014)
- 5 - Albert Stuivenberg, Nederlands voetballer en voetbaltrainer
- 7 - Mischa Kamp, Nederlands cineaste
- 7 - Eric Namesnik, Amerikaans zwemmer (overleden 2006)
- 8 - Pascal Duquenne, Belgisch acteur
- 8 - José Francisco Molina, Spaans voetbaldoelman
- 9 - Aleksej Vojevodin, Russisch snelwandelaar
- 12 - Darko Butorović, Kroatisch voetballer
- 12 - Frank Deville, Luxemburgs voetballer
- 13 - Alan Shearer, Engels voetballer
- 16 - Fabio Casartelli, Italiaans wielrenner (overleden 1995)
- 16 - Art Langeler, Nederlands voetbalcoach
- 17 - Jim Courier, Amerikaans tennisser
- 17 - Øyvind Leonhardsen, Noors voetballer
- 17 - Ian White, Engels darter
- 18 - Harald Rosenløw Eeg, Noors schrijver van kinderboeken en filmscripts
- 18 - Alexander Stripunsky, Oekraïens-Amerikaans schaker
- 18 - Cédric Vasseur, Frans wielrenner
- 18 - Malcolm-Jamal Warner, Amerikaans acteur (overleden 2025)
- 19 - Heike Balck, Duits atlete
- 19 - Fat Joe, Amerikaans rapper
- 19 - Marcel Groninger, Nederlands voetballer
- 20 - Celso Ayala, Paraguayaans voetballer
- 20 - Els Callens, Belgisch tennisspeelster
- 20 - John Carmack, Amerikaans ondernemer
- 20 - Guus Uhlenbeek, Nederlands voetballer
- 21 - Erik Dekker, Nederlands wielrenner
- 21 - Diana Sno, Nederlands televisiepresentatrice
- 23 - Stella Bergsma, Nederlands zangeres, dichteres, columniste en (tekst)schrijfster
- 23 - Joseph Chebet, Keniaans atleet (overleden 2023)
- 23 - River Phoenix, Amerikaans acteur (overleden 1993)
- 23 - Naema Tahir, Pakistaans-Brits-Nederlands schrijfster en columniste
- 24 - Rich Beem, Amerikaans golfer
- 24 - Sanne Boswinkel, Nederlands nieuwslezeres
- 24 - Katrien Vandendries, Vlaams actrice
- 25 - Claudia Schiffer, Duits fotomodel
- 25 - Ronald Waterreus, Nederlands voetbaldoelman
- 25 - Nynke de Zoeten, Nederlands tv-journaliste
- 26 - Tom Enberg, Fins voetballer
- 26 - Olimpiada Ivanova, Russisch atlete
- 26 - Melissa McCarthy, Amerikaans actrice en comédienne
- 26 - Antoni Peña, Spaans atleet
- 27 - Lisa Ashton, Engels dartster
- 27 - Walter Castignola, Italiaans wielrenner
- 27 - Leanna Creel, Amerikaans actrice en filmproducer
- 27 - Peter Ebdon, Engels snookerspeler
- 27 - Tony Kanal, Amerikaans bassist (No Doubt)
- 28 - Loïc Leferme, Frans freediver (overleden 2007)
- 28 - Nuța Olaru, Roemeens atlete
- 28 - Diana Rast, Zwitsers wielrenster
- 29 - Jacco Eltingh, Nederlands tennisser
- 31 - Floortje Dessing, Nederlands televisiepresentatrice
- 31 - Debbie Gibson, Amerikaans zangeres
- 31 - Arie van Lent, Nederlands voetballer
- 31 - Iris Sommer, Nederlands psychiater, schrijver en hoogleraar psychiatrie
- 31 - Rania al-Yassin Koningin van Jordanië

### september
- 1 - Vanna, Kroatisch zangeres

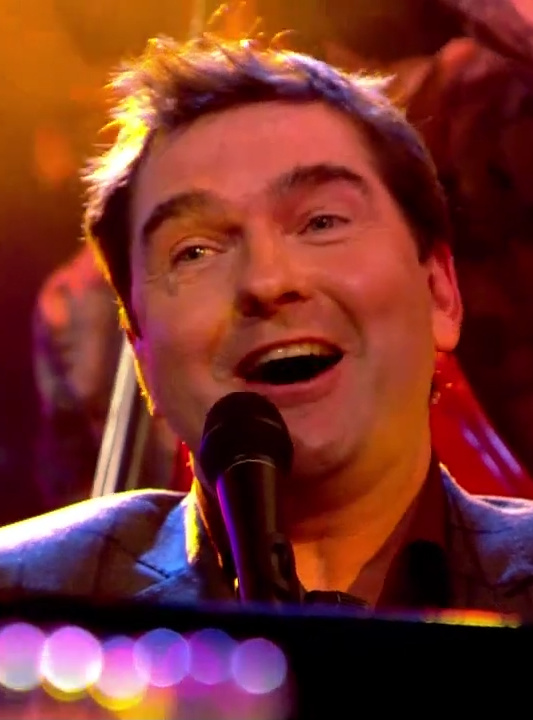
Paul de Munnik,
geboren op 30 september

- 2 - Khalil Al Ghamdi, Saoedi-Arabisch voetbalscheidsrechter
- 3 - Gareth Southgate, Engels voetballer en voetbalcoach
- 4 - Koldo Álvarez, Andorrees voetballer en voetbalcoach
- 4 - Carsten Bresser, Duits mountainbiker
- 4 - Igor Cavalera, Braziliaans drummer van Sepultura
- 5 - Addis Abebe, Ethiopisch atleet
- 5 - Johan den Hoedt, Nederlands organist en dirigent
- 5 - Miguel Janssen, Nederlands atleet
- 5 - Gilbert Remulla, Filipijns nieuwslezer en politicus
- 8 - Helga van Leur, Nederlands televisieweervrouw
- 8 - Peter-Paul Rauwerda, Nederlands schrijver
- 8 - Lars Vogt, Duits pianist en dirigent (overleden 2022)
- 10 - Dinei, Braziliaans voetballer
- 10 - Serge van Duijnhoven, Nederlands schrijver, dichter en historicus
- 10 - Dean Gorré, Nederlands voetballer
- 10 - Julie Halard, Frans tennisspeelster
- 11 - John Spencer, Schots voetballer en voetbalcoach
- 11 - Martin van der Starre, Nederlands zanger en acteur
- 12 - José Fernando Santa, Colombiaans voetballer
- 14 - Francesco Casagrande, Italiaans wielrenner
- 15 - Matthias Dolderer, Duits piloot
- 15 - Idar Torskangerpoll, Noors componist
- 15 - Pieter van Woensel, Nederlands politicus
- 15 - Svetlana Zacharova, Russisch atlete
- 16 - Joeri Nikiforov, Russisch-Oekraïens voetballer
- 17 - Walter De Wyngaert, Belgisch atleet
- 17 - Mirjalol Qosimov, Oezbeeks voetballer en trainer
- 18 - Didier Rous, Frans wielrenner
- 20 - Gert Verheyen, Belgisch voetballer
- 21 - Samantha Power, Amerikaans academica, schrijfster en diplomate
- 22 - Marc-Kevin Goellner, Duits tennisser
- 23 - Ani DiFranco, Amerikaans zangeres
- 25 - Jolanta en Rasa Polikevičiūtė, Litouws wielrensters
- 26 - Claudia Amura, Argentijns schaakster
- 26 - Daryl Beattie, Australisch motorcoureur
- 26 - Marco Etcheverry, Boliviaans voetballer
- 26 - Jan Moons, Belgisch voetballer
- 26 - Jan Schepens, Vlaams acteur
- 27 - Robert Burbano, Ecuadoraans voetballer
- 27 - Stef Kamil Carlens, Belgisch zanger en kunstenaar
- 28 - Kimiko Date, Japans tennisspeelster
- 29 - Noumandiez Doué, Ivoriaans voetbalscheidsrechter
- 30 - Paul de Munnik, Nederlands acteur en zanger (Acda en De Munnik)

### oktober

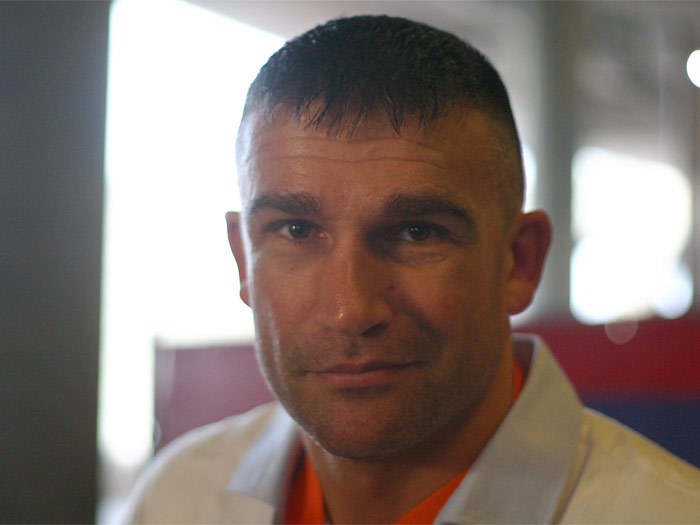
Peter Aerts,
geboren op 25 oktober

- 1 - Moses Kiptanui, Keniaans atleet
- 4 - Olga Koezenkova, Russisch atlete
- 5 - Mark Luijpers, Nederlands voetballer
- 6 - Fredrik Ekblom, Zweeds autocoureur
- 6 - Marco Fincato, Italiaans wielrenner
- 6 - Amy Jo Johnson, Amerikaanse actrice, zangeres, liedschrijfster, muzikante en ex-gymnaste
- 7 - Marc van Uchelen, Nederlands filmacteur en -regisseur (overleden 2013)
- 8 - Matt Damon, Amerikaans acteur
- 8 - Sandor van Es, Nederlands autocoureur
- 8 - Alexis de Roode, Nederlands dichter
- 9 - Shannon Wilsey, Amerikaans pornoactrice (Savannah) (overleden 1994)
- 10 - Silke Kraushaar-Pielach, Duits rodelaarster
- 10 - Corinna May, Duits zangeres
- 10 - Mohammed Mourhit, Marokkaans/Belgisch atleet
- 12 - Kirk Cameron, Amerikaans acteur
- 14 - Pär Zetterberg, Zweeds voetballer
- 14 - Roel Vermeulen, Nederlands Milieu-epidemioloog
- 16 - Tekeye Gebrselassie, Ethiopisch atleet
- 16 - Mehmet Scholl, Duits voetballer
- 17 - Jean-Paul de Jong, Nederlands voetballer
- 18 - Alex Barros, Braziliaans motorcoureur
- 18 - Nicholas Harrison, Australisch atleet
- 18 - Mike Starink, Nederlands televisiepresentator
- 19 - Carlos Asprilla, Colombiaans voetballer
- 19 - Pascalle van Egeraat, Nederlands televisiepresentatrice en fotomodel
- 19 - Nouria Mérah-Benida, Algerijns atlete
- 19 - Fabián Roncero, Spaans atleet
- 20 - Sander Boschker, Nederlands voetbaldoelman
- 21 - Natalja Jonckheere, Belgisch atlete
- 22 - Winston Bogarde, Nederlands voetballer
- 22 - Javier Milei, Argentijns econoom en politicus; president sinds 2023
- 22 - Karl Vanlouwe, Belgisch politicus
- 23 - Grant Imahara, Amerikaans elektrotechnicus en tv-presentator (overleden 2020)
- 24 - Jeff Mangum, Amerikaans muzikant
- 25 - Peter Aerts, Nederlands vechtsporter
- 25 - Damir Mršić, Bosnisch basketballer
- 26 - Carlos Amarilla, Paraguayaans voetbalscheidsrechter
- 27 - Alain Boghossian, Frans voetballer
- 28 - Paritat Bulbon, Thais autocoureur
- 28 - Alan Peter Cayetano, Filipijns senator
- 28 - Tiger Hillarp Persson, Zweeds schaker
- 28 - Martín Zapata, Colombiaans voetballer (overleden 2006)
- 29 - Juan Castillo, Chileens voetballer
- 29 - Phillip Cocu, Nederlands voetballer
- 29 - Edwin van der Sar, Nederlands voetbaldoelman
- 31 - Otilia Bădescu, Roemeens tafeltennisster

### november

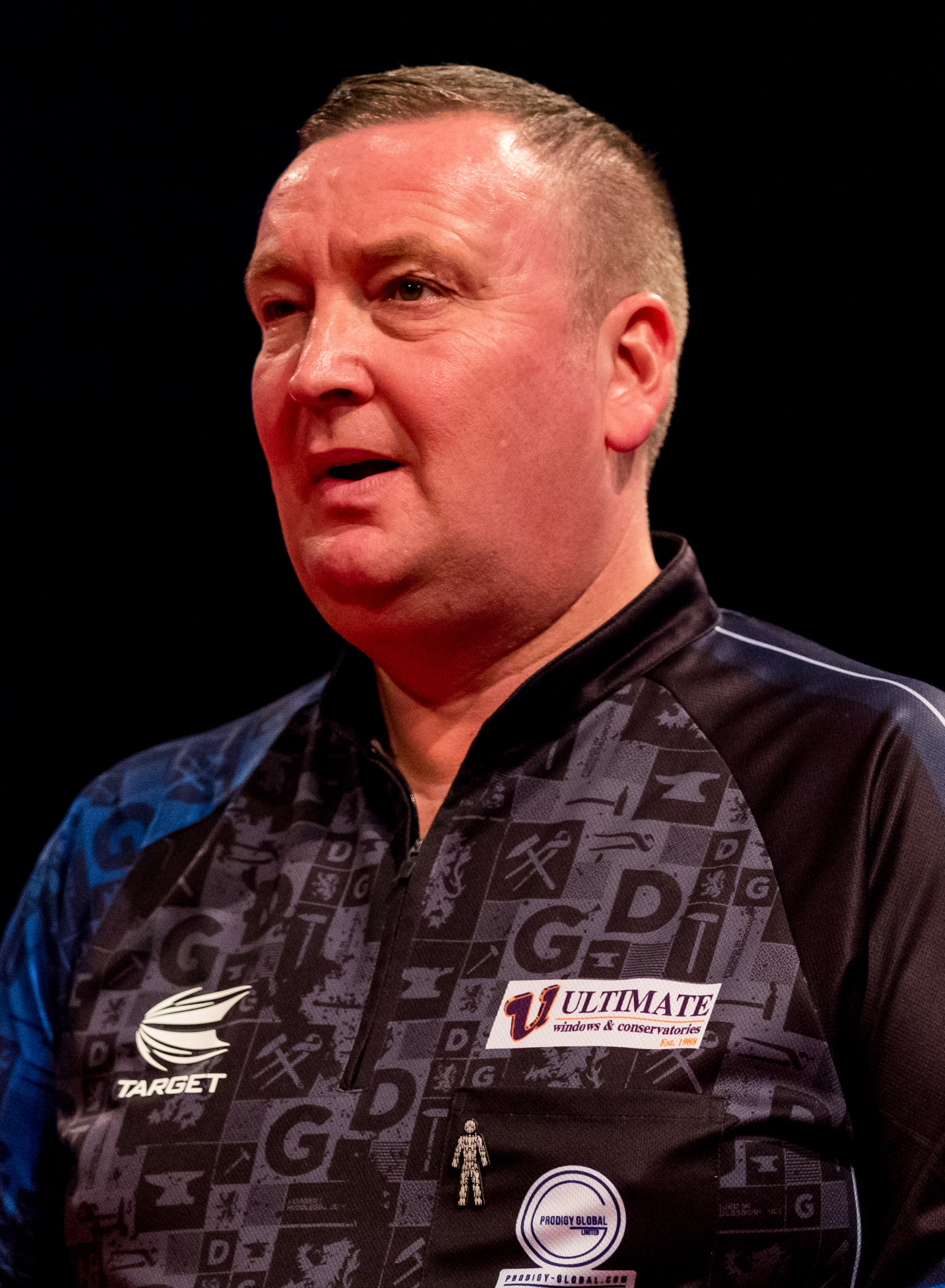
Glen Durrant,
geboren op 24 november

- 1 - Annemarie Heite, Nederlands politica (NSC)
- 2 - Désanne van Brederode, Nederlands schrijfster
- 3 - Andrzej Juskowiak, Pools voetballer
- 3 - Pedro Proença, Portugees voetbalscheidsrechter
- 3 - Brenda Sleeuwenhoek, Nederlands atlete
- 4 - Lauri Aus, Ests wielrenner
- 4 - Sean Combs, Amerikaans rapper
- 4 - Youri Sourkov, Kazachs wielrenner
- 5 - Hernando Buitrago, Colombiaans voetbalscheidsrechter
- 5 - Petra Garnier, Nederlands paralympisch sportster
- 6 - Joyce Chepchumba, Keniaans atlete
- 6 - Ethan Hawke, Amerikaans filmacteur, regisseur en schrijver
- 7 - Morgan Spurlock, Amerikaans documentairemaker en filmregisseur (overleden 2024)
- 6 - Marc Hodel, Zwitsers voetballer en voetbalcoach
- 9 - Nelson Diebel, Amerikaans zwemmer en olympisch kampioen (1992)
- 10 - Danny Nelissen, Nederlands wielrenner
- 11 - Francisco José Valero-Castells, Spaans componist, muziekpedagoog, dirigent en hoboïst
- 12 - Tonya Harding, Amerikaans kunstschaatsster
- 13 - Morten Sonne, Deens wielrenner
- 14 - Erik Bo Andersen, Deens voetballer
- 16 - Markus Beerbaum, Duits springruiter
- 16 - Ernst Laraque, Haïtiaans judoka
- 17 - Paul Allender, Brits heavymetalgitarist
- 17 - Max Huiberts, Nederlands voetballer
- 18 - Claudio Circhetta, Zwitsers voetbalscheidsrechter
- 18 - Sanjin Pintul, Bosnisch voetballer
- 18 - Geert Van Bondt, Belgisch wielrenner
- 18 - Peta Wilson, Australisch actrice
- 19 - Berthil ter Avest, Nederlands voetballer
- 23 - Huub Maas, Nederlands atleet en duatleet
- 23 - René Verkerk, Nederlands diskjockey en programmamaker
- 23 - Kathleen Vriesacker, Belgisch atlete
- 24 - Glen Durrant, Engels darter
- 24 - Jens Keller, Duits voetballer en voetbalcoach
- 24 - Paul Laciga, Zwitsers beachvolleyballer
- 24 - Chad Taylor, Amerikaans gitarist
- 26 - Leonard Gates, Amerikaans darter
- 27 - Erik Menendez, Amerikaans veroordeelde moordenaar
- 27 - Jaime Riveros, Chileens voetballer
- 28 - Édouard Philippe, Frans politicus
- 29 - Mark Pembridge, Welsh voetballer
- 30 - Phil Babb, Iers voetballer
- 30 - Jacek Gdański, Pools schaker
- 30 - Jan Paul Schutten, Nederlands (jeugdboeken)schrijver
- 30 - Perrey Reeves, Amerikaans actrice
- 30 - Helle Thomsen, Deens handbalster en handbalcoach

### december

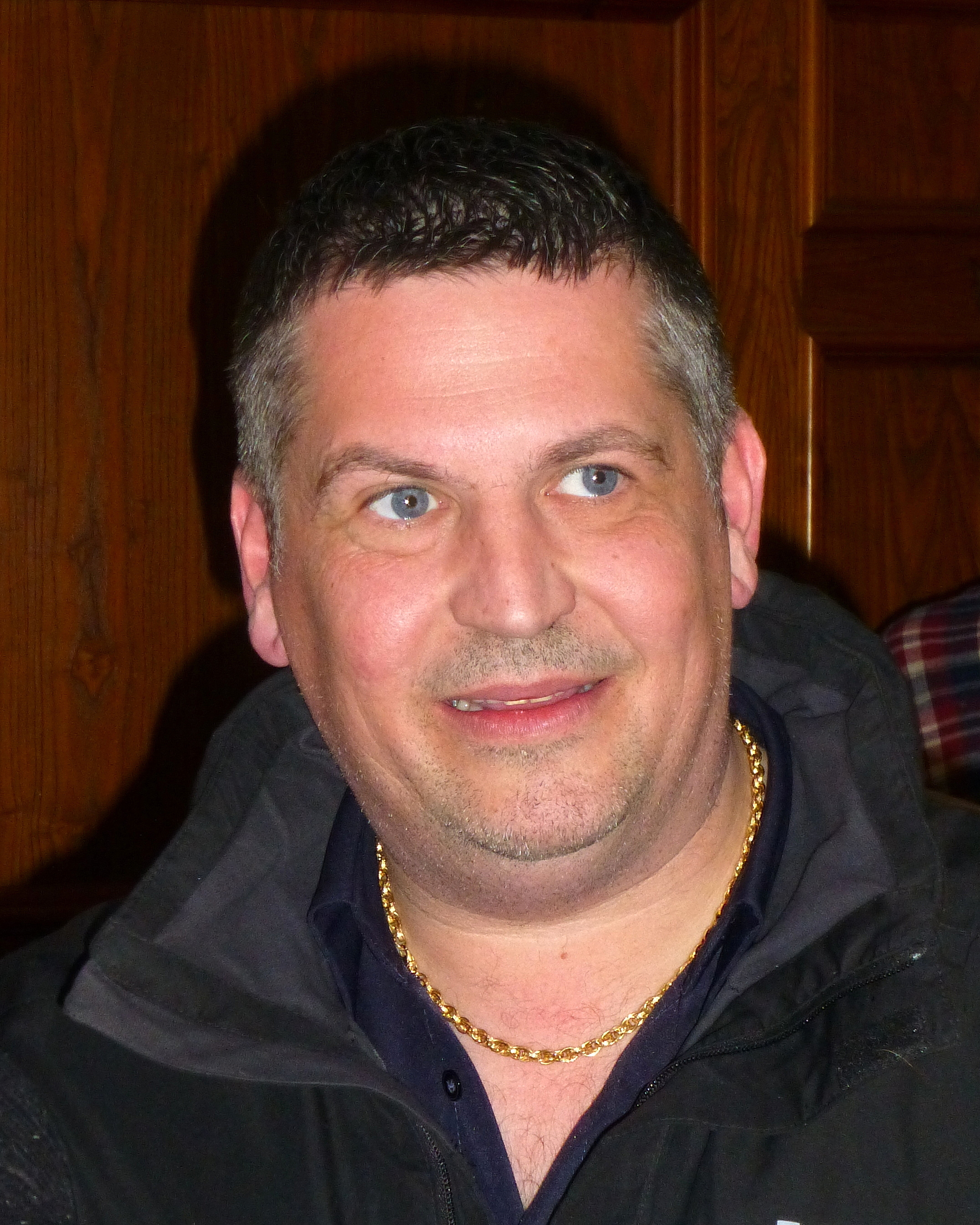
Gary Anderson,
geboren op 22 december

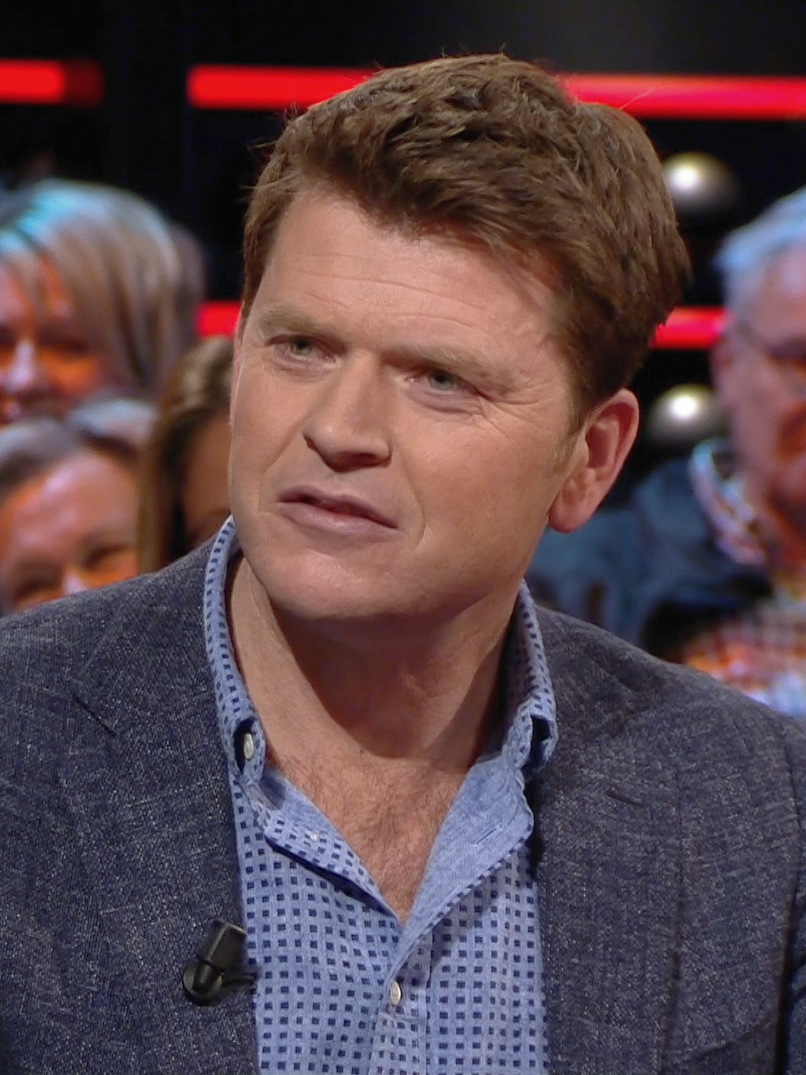
Beau van Erven Dorens,
geboren op 24 december

- 1 - Christel Ambrosius, Nederlands stewardess; slachtoffer van de Puttense moordzaak (overleden 1994)
- 1 - Lembit Rajala, Estisch voetballer
- 2 - Alex Čejka, Duits golfer
- 2 - Dmitri Radtsjenko, Russisch voetballer
- 5 - Dorota Gruca, Pools atlete
- 7 - Yaël Braun-Pivet, Frans politica
- 7 - Esteban Garcia, Zwitsers ondernemer, zeiler en autocoureur
- 7 - Andrew Gilding, Engels darter
- 7 - Anne Somers, Belgisch actrice
- 10 - Djamel Haimoudi, Algerijns voetbalscheidsrechter
- 11 - Lennart Booij, Nederlands presentator en politicus
- 12 - Justine Marcella, Nederlands journaliste en royaltydeskundige
- 17 - Michael Mols, Nederlands voetballer
- 18 - Bridie Carter, Australisch actrice
- 18 - DMX (Earl Simmons), Amerikaans rapper en acteur (overleden 2021)
- 18 - Rob Van Dam, Amerikaans worstelaar
- 19 - Michiel Vos, Nederlands jurist en journalist
- 20 - Marianne van den Anker, Nederlands politica
- 20 - Nicole de Boer, Canadees actrice
- 20 - Dolores Leeuwin, Nederlands presentatrice en actrice
- 20 - Alister McRae, Schots rallyrijder
- 20 - Adrie Poldervaart, Nederlands voetbaltrainer
- 21 - Bart De Wever, Belgisch politicus
- 22 - Mutiu Adepoju, Nigeriaans voetballer
- 22 - Gary Anderson, Schots darter
- 22 - Barbara Blatter, Zwitsers mountainbikester
- 22 - Ted Cruz, Amerikaans politicus
- 22 - Mathias Sercu, Vlaams acteur
- 23 - Catriona Le May-Doan, Canadees schaatsster
- 24 - Beau van Erven Dorens, Nederlands televisiepresentator en stemacteur
- 24 - Will Oldham, Amerikaans singer-songwriter en acteur
- 24 - Romeo Wouden, Nederlands voetballer
- 25 - Chioma Ajunwa, Nigeriaans atlete
- 25 - Emmanuel Amunike, Nigeriaans voetballer
- 25 - Orlando Baccino, Argentijns judoka
- 25 - Luis Antonio Moreno, Colombiaans voetballer
- 25 - Frank Steijns, Nederlands beiaardier en violist
- 26 - Dana Nechushtan, Israëlisch-Nederlands filmregisseuse
- 28 - Brenda Schultz, Nederlands tennisspeelster
- 30 - Bart Rouwenhorst, Nederlands kunstschilder

### datum onbekend
- Edward Berger, Oostenrijks-Zwitsers filmregisseur en scenarioschrijver
- Philipp Blom, Duits filosoof, historicus en schrijver
- Nando Boers, Nederlands sportjournalist
- Ntone Edjabe, Kameroens dj, schrijver, journalist en uitgever
- Linda Green, Brits journaliste en schrijfster
- Emily Jacir, Palestijns beeldend kunstenaar
- Iris Kensmil, Nederlands beeldend kunstenares
- Geoffrey Kinyua, Keniaans atleet
- Patricia Popelier, Belgische juriste en hoogleraar
- Alice Reys, Nederlands actrice
- Esther-Claire Sasabone, Nederlands

radioprogramma- en theatermaakster

## Weerextremen in België
- 11 maart: 50 cm sneeuw in Botrange (Waimes).
- 27 maart: Temperatuurmaxima slechts tot 6,5 °C in Ukkel en 2,8 °C in Stavelot.
- 7 april: In Botrange (Waimes) ligt er nog 30 cm sneeuw.
- 9 april: In het hele land is er tijdens de eerste decade van de maand verschillende keren sneeuw gevallen.
- 10 april: Dit is de koudste april-decade van de eeuw. Gemiddelde temperatuur in Ukkel: 2,7 °C.
- april: April met laagste zonneschijnduur: 85 uur (normaal 178 uur).
- 10 juni: Tornado veroorzaakt schade in een strook van 4 kilometer lang en 100 meter breed tussen Lembeek en Halle.
- 15 september: Neerslagtotaal van 63 mm in Stabroek.
- 11 oktober: Maximumtemperatuur tot 25,3 °C in Rochefort.

Bron: KMI Gegevens Ukkel 1901-2003  met aanvullingen 